# 聖剣伝説3
『聖剣伝説3』（せいけんでんせつ スリー）は、1995年9月30日に日本のスクウェアから発売されたスーパーファミコン (SFC)用アクションロールプレイングゲーム。他ハード用にフルリメイクされた『聖剣伝説3 TRIALS of MANA』も本稿で説明する。
「聖剣伝説シリーズ」第3作にして、シリーズ最後のSFC用タイトルである。「マナ」の力を用いた世界征服を狙う大国同士の争いと、暗躍する闇の勢力の争いに運命を翻弄される主人公たちの物語が描かれる。当初は日本国内専売であったが、Nintendo Switch (Switch)用ソフト『聖剣伝説コレクション』（2017年）にて英語版が制作され、『TRIALS of MANA』（トライアルズ オブ マナ）の英題がつけられている。
開発はスクウェア開発第3部が行い、プロデューサーはのちにPlayStation用ソフト『ブシドーブレード』（1997年）を手がけた鶴園哲久、ディレクターは「ファイナルファンタジーシリーズ」を手がけた田中弘道、ゲーム・デザインは前作に続き石井浩一、イラストレーションは、アニメーターの結城信輝が担当している。

## 概要
本作では、ゲームの冒頭で主人公とその仲間となるキャラクターを計3人選択でき、誰を主人公に選んだかによって、ストーリーの一部が大きく異なる「トライアングルストーリー」が特徴である。ストーリーの大筋は変わらないが、3種類の分岐ルートが用意されている。また、本作の主人公6人は同時期に冒険へ旅立つストーリーであるため、操作する各パーティの選んだキャラクターの順序によって発生するイベントや会話も細かく変化する。
基本的なゲームシステムは前作『聖剣伝説2』（1993年）とほぼ同じだが、前作で見られたバグや不具合は今作ではあまり存在せず、グラフィックもSFC最高水準のものだった。戦闘では、敵味方双方のほとんどの魔法・必殺技が回避不可能な性能となったことで、前作に比べるとアクション性は低く動き回る利点が減り、連打攻撃の有効性が増している。また、「フラミー」による移動の際、次の目的地（または目的）が表示され、ダンジョンや都市の上空に到達すると現在地が分かるようになった。ゲームの発売前には、各ゲームショップなどで体験版がプレイできた。
本作品の19年前の話、王国ペダンをメインとした物語が描かれたニンテンドーDS用ソフト『聖剣伝説 HEROES of MANA』（2007年）が発売された。
2017年6月1日にはSwitch用ソフト『聖剣伝説コレクション』が発売され、SFC版が『聖剣伝説 〜ファイナルファンタジー外伝〜』・『聖剣伝説2』と同時収録された（M2による移植）。2019年6月11日には欧米で本作の英語ローカライズ版『Collection of Mana』が「Nintendo E3 Direct 2019」の中で発表され、即日発売された。この展開により、本作は初めて日本国外での展開が実現した。英語版のタイトルは『TRIAL of MANA』と名付けられている。
2020年4月24日に3Dフルリメイク版となる『聖剣伝説3 TRIALS of MANA』（英語版タイトルは上記の移植版と同様に『TRIALS of MANA』、以降『ToM』）がPlayStation 4・Switch・PC (Steam)向けで発売。
SFC版はゲーム誌『ファミコン通信』の「クロスレビュー」上でシルバー殿堂を獲得した。
以降、特に断りのない場合、原作であるSFC版について述べる。

## ゲーム内容

### システム
操作キャラクターが6人用意されており、ニューゲーム時にメインとなる主人公を1人、そのほかのパーティメンバーを2人選択し、計3人の操作キャラクターで冒険を進めることになる。
以下は前作から変更された変更点。
- 「クラスチェンジ」システムが搭載されており、成長・魔法や特殊攻撃の習得傾向を選択する。
- 前作で可能だった3人でのプレイは不可能となり、2人までとなった。なお、操作していないキャラクターはLかRボタンを押しながらで操作できる（リングコマンドの操作も同様）。
- 敵が出るフィールドでも移動と戦闘の線引きがなされ、敵がいない場合には武器を構えず、通常の移動ができるようになった（以下、この状態を「移動中」と記述する）。
- 前作に引き続き「リングコマンド」システムが採用されている。ただし、今作は消費アイテムと魔法のみが対象（戦闘中・移動中問わず開ける）で、ステータスや装備、設定などは専用の画面に切り替わる（この画面は移動中のみ開くことができる）。
- アイテムが大幅に増え、通常所持できる個数は10種類まで、各9個まで所持できる。持ちきれないアイテムは倉庫で保管され、移動中に出し入れできる。倉庫は消費アイテム用、各装備品用がある。また、装備品はキャラクターごとに所持するようになり、状況によっては装備できるキャラクターへの受け渡しが必要になる（店での購入時は、装備できるキャラクターが所持するように選択できる）。アイテムのおもな変更点や新要素としては以下のとおり。
  - 武器はほかの装備品と同様に店で買うか武器防具の種から入手する。また、キャラクターごとの武器の系統は最後まで固定となる。なお、前作では遠くに飛ばす武器でのみ可能だった高さが違う場所の敵への攻撃は、本作ではどの武器でも可能になった。
  - 「魔法のロープ」は店で買える消費アイテムになった。
  - 新たに「種」が登場した。宿屋にある植木鉢に植えると、その種に応じたアイテムが成る（回復アイテムとして使うこともできる）。
  - 使うと魔法と同じ効果を発揮するアイテムが大量に追加された。

### 戦闘
フィールドは短い範囲に区切られ、そのエリアごとに戦闘が発生する。敵と遭遇すると操作キャラクターが武器を構えて戦闘体制になる。戦闘システムの基本的な内容は前作をほぼ踏襲したものとなっており、操作キャラクターを自由に移動させ、ボタンを押して敵に攻撃していく（倒さずにエリアを移動することも可能）。経験値やルク（お金）などは個々の敵を倒した時点で獲得でき、戦闘中にも必要経験値を獲得した時点でレベルアップが行われる。エリア内のすべての敵を倒すと「WIN !」と表示され、移動状態に戻る（敵が残っていても近くにいない場合も同様に移動状態に戻ることがある）。ステータス異常や魔法効果はそのエリアでの戦闘終了時（ほかのエリアに移動した場合も含む）にすべて打ち切られ、HPが0（戦闘不能）になったキャラクターもHP 1で復活する。また、最後に倒した敵が宝箱を残すことがある。宝箱には罠がしかけられている場合もあるが、アイテムは必ず手に入る（前作のような、罠だけの宝箱はない）。受ける罠はルーレットにより決定し、「OK」が出れば無傷で回避できる。
倒した敵は、2つ離れたエリアまで行くとまた復活する。
戦闘中のダッシュは操作方法が「オートモード」のみで可能で、「マニュアルモード」では不可能であり、画面上に登場する敵は一度に最大3体までである（4体以上の敵が存在するエリアもあるが、一度には出現しない）。
敵には登場エリアごとにレベルが設定されており、これにより強さや取得できる経験値・ルクも異なっている。また、のちに再訪する際には敵のレベルが上がっている場所も多く存在する。
必殺技
敵に物理攻撃を当てて「ゲージ」を溜め、ゲージがたまると必殺技を発動させて、敵に大ダメージを与えることができる。使用できる必殺技は「クラスチェンジ」をすることで増えていくが、レベルの高い必殺技を発動させるためには、より多くのゲージをためる必要がある。なお、「クラス2」以降の必殺技は発動すれば確実に敵にヒットする。これらは、操作キャラクターが「沈黙」状態では使用できない。なお、本作では通常攻撃にチャージは必要ない。
魔法
戦闘時にリングコマンドを呼び出して使用することができ、敵にダメージをあたえたり、仲間の「HP」を回復したりすることなどができる。使用するには、魔法ごとに設定された数の「MP」が必要。前作にあった、魔法の「熟練度」は廃止され、魔法の効果は純粋に「ちせい」「せいしん」のパラメータに影響されるようになった。なお、魔法の詠唱には多少の時間が必要であり、発動すると確実に効果がヒットする。
特殊攻撃
上記の「魔法」と同様に、リングコマンドを呼び出して使用でき、「MP」を消費して発動できる攻撃。
なお、レベル1の必殺技を除き、必殺技・魔法・特殊攻撃を発動したときはエフェクトが終わるまでいっさい操作できない。したがって、前作のようにエフェクトが完了しないうちにエリア外に出て無効化させることや、連続で発動させることは不可能である。

### 成長
戦闘に勝利して、経験値がある程度たまるとレベルアップする。レベルアップすると最大HP・最大MPが上昇し、さらに「ちから」「すばやさ」「たいりょく」「ちせい」「せいしん」「うん」の6つの能力値からひとつを選択して成長させることができる。
また、特定の能力値が一定値に達すると、レベルアップ時に魔法・特殊攻撃を習得することができる。習得できる魔法や効果範囲、習得条件はキャラクター個人やクラスごとに異なる。なお、一度のレベルアップで習得できるのはひとつだけである。

### クラスチェンジ
物語途中に出てくる「マナストーン」を通じて、主人公たちはクラスチェンジをすることができる。各キャラクターは初期状態で「クラス1」に設定されており、2回のクラスチェンジを経て最終的に「クラス3」になることができる。クラスチェンジをすることでより強力な必殺技を使えるようになり、新たな技や魔法を習得可能になる。
クラスは大きく「光クラス」と「闇クラス」に分かれている。基本的に「光クラス」は光魔法および補助・回復系統に優れ、「闇クラス」は闇魔法および攻撃に優れている。また、「光クラス」と「闇クラス」では一部、装備可能なアイテムも異なり、基本的に「闇クラス」は、装備できる武器の威力が高い。
1回目は「クラス1」から「クラス2」へのクラスチェンジで、キャラクターがレベル18以上になると可能となる。ここで「光クラス」と「闇クラス」のどちらかを選択する。2回目は「クラス2」から「クラス3」へのクラスチェンジで、レベル38以上になることと、「???の種」を植えると手に入る、特定のアイテムを使用することが必要条件となる。2回目のクラスチェンジは、「光クラス」と「闇クラス」それぞれに2種類設定されており、この中から選択する。なお、フォルセナの図書館によれば、クラス3へのクラスチェンジは大魔術師グラン・クロワによって封印されているという。リメイク版『TRIALS of MANA』では新たに「クラス4」が追加され、ラストボス撃破後の追加シナリオの中でクラスチェンジが行われる。

### 曜日・時刻
本作では曜日と時刻の概念が採用されている。曜日と魔法の属性との相性でその魔法の効果に補正がかかったり、宿賃を免除して貰えたりする。時刻においては昼夜でモンスターの状態や出没する種類が異なり、夜でないと発生しないイベントもあり、宿屋の台詞も時刻によって変化する。また、地域によっては時刻の影響を受けず、終始夜の場合もある。

## ストーリー
「TRIALS of MANA」では物語が章立てされている。

### プロローグ
かつて世界は、「神獣」という存在に蹂躙され滅びの危機を迎えたが、「マナの剣」を手にした女神によって退治され、八つの「マナストーン」に封印された。
それから時は流れ、魔法の源であるマナの減少が起こり始める。その裏には、マナの剣を用いて世界の支配者にならんとする「魔法王国アルテナ」、「ビーストキングダム」、「砂漠の要塞ナバール」の3組織と、その裏側で暗躍をしている悪しき者たちの計画があった。

### 序盤（1章前半）
主人公たちは各々の悩み・問題を解決するべく、聖都ウェンデルを目指す。しかし獣人たちの侵攻に対して結界が張られていたため近づくことができない。その夜、近隣の村に泊まった主人公は不思議な輝きを目にする。後を追った先には、小さな妖精のような少女フェアリーが倒れていた。彼女はマナの聖域からやって来た存在で、マナが少なくなった今、人間に取りつかないと死んでしまうという。
フェアリーに選ばれた主人公は、彼女の力で結界を解き、光の司祭と対面を果たす。だが司祭の力でも解決はむずかしく、話を聞いたフェアリーは「マナの剣を抜いて女神を目覚めさせれば、願いは叶うはず」とアドバイスする。実はフェアリーが人間界に現れるということは、この世界に危機が迫っていることを示していた。主人公はフェアリーに選ばれた人間として、聖域にあるマナの剣を引き抜き、マナの女神を起こす使命にあった。

### 中盤（2 - 4章）
マナが減少したことで、フェアリーの力でも聖域へのトビラを開けるのは不可能となっていた。そこで八つの属性（光・闇・土・風・火・水・月・木の八つ）を司る精霊たちから力を借りるべく、世界各地を回ることになる。しかし、主人公たちの行く手を阻むように邪悪な勢力が次々と姿を現す。
これらを退けた主人公たちは、ついにすべての精霊から協力を取り付け、フェアリーの力によってマナの聖域のトビラを開こうとする。だが悪しき者たちがマナストーンを解放していたことでトビラは大きく開き、はるか上空へと浮かび上がる。この状況を好機に踏み込んできた魔法王国アルテナ、ビーストキングダム、砂漠の要塞ナバールの3勢力は、マナの剣をめぐって熾烈な争いを開始。
主人公たちは、マナの女神に遣わされた聖なる獣フラミーの力を借りて、マナの聖域へと足を踏み入れる。主人公はフェアリーの言葉に従い、マナの剣と心を通わせて引き抜き、所有者として認められる。だがいつの間にかフェアリーの姿がなくなっていた。困惑する主人公の前に、マナの女神の幻影が現れ、フェアリーが邪悪な存在に拉致されたことを告げられる。
実は各勢力の裏には「真の黒幕たる存在」が潜んでいた。勝者となった黒幕勢力は自分ではマナの剣が引き抜けなかった。そこで主人公を利用して引き抜かせ、フェアリーを人質に取引を持ちかけてきた。すでにマナの減少によって女神は存在を維持できず、間もなく消える運命となっていた。こうなっては願いを叶える力もないという。

### 終盤（5章 - 6章前半）
主人公たちはフェアリーを救うべくやむをえず取引に応じ、マナの剣を悪しき者に明け渡す。悪しき者はその力を用いてマナストーンの封印を解き、世界を滅ぼすことを告げて姿を消す。八体の神獣はやがて合一を果たし、最終形態に至る。そうなれば再び世界は滅びの危機にさらされる。これを看過できなかった主人公は、仲間と力を合わせて次々と神獣を撃破していく。
そして最後の神獣、闇の神獣ゼーブル・ファーをも打ち倒したとき、フェアリーはこれが敵の策略だったことに気づく。敵は主人公たちに神獣を倒させ、マナの剣にその力を集約していた。
それでも主人公たちはあきらめず、悪しき者たちの本拠地へと乗り込みその深奥まで攻め込む。だが時すでに遅く、悪しき者たちの首領は「神獣の最終形態の力」を手に入れ、用済みとなり自分たちの脅威となりうるマナの剣を破壊する。だが、まだ存在を留めていたマナの女神によって動きを阻害され激昂。首領はマナの女神を滅ぼすべくマナの聖域へと向かう。

### ラスト（6章終盤）
その後を追った主人公たちだが、すでにマナの女神は消滅しており、それはフェアリー自身の消滅も意味する。無謀な特攻をしかけたフェアリーは首領の手によって命を奪われ、主人公たちも絶対的な力の前になす術もなく打ち倒される。マナの剣がない今、神獣の力に対抗する手立ては失われ、世界は悪しき者たちの手に落ちるのを待つばかり。
しかし、膝を突いた主人公たちを鼓舞する声があった。それは消滅したはずのフェアリーであった。主人公たちはフェアリーと精霊たちの最後の力で治癒し、悪しき者との最後の戦いを繰り広げる。悪しき者は「自分を滅ぼせるのはマナの剣しかない」と豪語するが、主人公たちの心にある「希望」というマナの剣は折ることができず、犠牲と謀略の果てに得た借り物の力ごと、この世界から完全に消え去る。

### エピローグ
戦いは終わり、主人公たちの前に「新たなマナの女神」が現れる。それは生まれ変わったフェアリーであった。実はフェアリーとは、マナの女神の種であり、本当に理解し合い心を通わせられる者と出会えたとき、マナの女神に生まれ変わるのである。新たな女神は主人公たちに感謝を示し、傷ついた世界の再生を夢見て1000年の長き眠りにつく。
そして、主人公たちもまた、マナのなくなった世界を復興させるべく、仲間たちとともにそれぞれの居場所へと帰って行く。

## 設定

### マナ
この世に存在するすべての源となるもの。特にアルテナでは魔法の媒介として用いられており、これがなくなると魔法そのものが使えなくなる。近年、世界中から急速にマナが減少している。
マナの女神
マナの剣で神獣を封印し、「黄金の杖」を振るい世界を創造した女神。現在は「マナの樹」に姿を変え、杖は剣に姿を変えて根元に刺さっている。現在、マナの枯渇により、樹が枯れ始めているという。
オリジナル版での容姿は、半透明な姿をしている。『TRIALS of MANA』では、植物をイメージした姿に変更されている。
マナの剣（マナのつるぎ）
マナの女神が世界を創造する際に用いたといわれる「黄金の杖」の仮の姿であり、手にした者には世界を支配しうる力を与えるという。使い手の心を映す鏡としての性質も持ち、光にも闇にも染まる。物語中盤で主人公によって引き抜かれるが、その力を狙う敵の黒幕に奪われて暗黒剣と化し、すべての神獣の力を吸収したあとに用済みとして破壊される。しかし最終決戦ではフェアリーは主人公たちの心にある「希望」こそが真のマナの剣と呼び、その主人公たちによって黒幕の野望は打ち砕かれることになる。
劇中は失われた命を甦らせたり、倒された神獣の力を取り込むなど特殊な能力を見せる。
マナの聖域
マナの樹と聖剣が存在すると言われる聖域。この世界とは別の次元に存在し、普通の手段ではたどり着くことはできない。中盤と終盤の二度訪れることになるほか、最終クラスにクラスチェンジするためにも訪れることになる。本作のラストダンジョンに当たる。
マナストーン
マナの女神が神獣を封印したマナの結晶体である8つの要石。古の魔法文明では禁呪を使ってマナストーンのエネルギーを平和利用していたが、やがて国家間での争奪戦が発生し、そこに付け込んだ闇の魔物たちの暗躍によって世界大戦が起こったため、大戦終結時に禁呪は封印された。さらに禁呪そのものに呪いがかけられ、使用するには魂を代償にしなければならない。現在では禁呪の使用方法は失われ世界的な智者である光の司祭でも詳細は知らなかったが、黒幕勢力が各国を利用するかたちで提供している。
前述の世界大戦で闇のマナストーンのみ封印が解かれ、闇の神獣ゼーブル・ファーにより世界が滅亡寸前まで荒廃したが、突如ゼーブル・ファーと闇の魔物たちが姿を消したため、作中では闇のマナストーンのみ現世から失われている。
世界各地のエネルギーポイントに存在し、それぞれが封印されている神獣の属性を併せ持つ。各国は領域内のマナストーンを厳重な管理下に置いている、現在、マナの枯渇から、「アルテナ」、「ビーストキングダム」、「ナバール」の3国によるマナストーン争奪戦が始まっている。
条件を満たした状態で調べるとクラスチェンジが可能になるが、クラス3へのクラスチェンジは大魔導師グラン・クロワによって封印されており、特殊なアイテムが必要となる。
神獣
世界創造の前から存在し、太古の時代、世界を危機に陥れた存在。現在はマナの女神によって8つの「マナストーン」に封じられている。それぞれの神獣はそれぞれの属性の災厄を体現した姿をしている。全ての神獣がひとつになったとき、世界は滅びると言われている。

### 種族
獣人
狼の血が流れている半人半獣の種族。昼は人間に近い外見だが頭部や腕などはやや毛深く、手足の爪は長く尖っており、夜になるとより強靭な「人狼」へと変貌する。かつては世界中に居住していたが、人間の迫害により現在はファ・ザード大陸南西部の「月夜の森」に隠れ住んでいる。人間を憎悪する者は「ビーストキングダム」に、人間を憎まない平和主義者たちは「月明かりの都ミントス」で暮らしている。また褐色肌の者もいる。『TRIALS of MANA』ではケヴィンより、獣人は寒さには強いが暑さには弱い点が語られる。
ドワーフ
「大地の裂け目」にあるドワーフのトンネルに住む一族。土の精霊ノームを信仰している。獣骨のような仮面を被っており、東北弁に近い方言口調が特徴。つるはし一本で岩壁を爆砕するなど凄まじい力をもった個体もいる。ドワーフのトンネルは光の屈折を利用した幻影によって隠されているため他種族との交流は皆無で、彼らから見て人間は珍しいという。人間を見て驚く者もいるが、人間嫌いというわけではない。
コロボックル
他種族よりも小柄な小人の一族。人間嫌いのため、アストリアの西にある「ラビの森」の一角に村を形成し隠棲していたが、フェアリーが出現したために主人公たちに知恵を貸す。コロボックルは現在、この村にしか存在しない。また人間に取りついているフェアリーの姿が見える。
エルフ
「花畑の国ディオール」に住む、長い耳をもつ一族。異種族の中では最長寿。人間を嫌悪している者たちもおり、接触を避けるように森の奥で生活している。
人間とエルフでも生殖は可能だが、両者の寿命を著しく縮めるため、「禁断の恋」として禁忌とされている。現在のエルフたちが人間界から隔離されているのは、種族的な嫌悪ではなく、この禁断の恋により落命したシャルロットの両親の悲劇を繰り返さないためによるもの。
アンジェラのようにエルフでなくとも尖った耳をもつ人間もいる。
魔界の魔物
かつて人々がマナストーンのエネルギーを取り合っていたころ、それによって起こった戦乱に乗じて人間界を我が物にせんとした闇の軍勢。かつては人間界を一度目の世界大戦に陥れ、闇の神獣ゼーブル・ファーの復活に成功し、人類を滅亡寸前まで追い込んだが、闇の神獣もろとも姿を消したという。しかし、現在でも人間界の魔界化のために世界で暗躍している。統率者は魔王。美獣や邪眼の伯爵が該当する。

### 国・土地・街
草原の王国フォルセナ
広大な草原が広がる、温暖な気候の王国。ファ・ザード大陸北西部を領土にしている。国王はかつて竜帝を倒した英雄王リチャード。騎士道精神のあふれる国で白銀の騎士団や傭兵部隊が軍事力を担う。かつて友邦国だった魔法王国アルテナに狙われており、作中でも一度首都が攻撃を受けている。領内に「大地の裂け目」と呼ばれる巨大な谷があり、付近の地下鉱脈にはドワーフが住んでいる。最西部には土のマナストーンが安置されている「宝石の谷ドリアン」が存在する。
自由都市マイア
草原の王国フォルセナから「モールベア高原」、「大地の裂け目」、「黄金の街道」を通った先にある港町でフォルセナの領域に存在する。「城塞都市ジャド」への定期船が出ている。また、ボンボヤジの家もこの街にあり、マイア - フォルセナ間を大砲で移動できるキャノントラベルルートがある。
商業都市バイゼル
世界中から物資が集まる一大商業都市でフォルセナの領域に存在し、「自由都市マイア」とは「黄金の街道」で繋がっている。目玉としては、影の組織「商人ギルド（実際は町内会のオヤジの集まり）」が夜だけ開くブラックマーケット（闇市）があり、よそでは手に入らない品を売っている。また、「漁港パロ」行きの船が出ている。最初に訪れるタイミングでは「商人ギルド」が「魔法王国アルテナ」の侵攻を警戒しているため、入れない。
魔法王国アルテナ
北方のウィンテッド大陸西部一帯の寒冷地を領土とする魔法使いの王国。年中雪が降り積もる極寒の環境だが、理の女王ヴァルダの魔力によって国土全域で温暖な気候が保たれていた。近年のマナの大変動により、気候の維持もままならない状況に陥りつつある。領内のエルランドは雪に閉ざされ、アルテナ首都も城下に氷と寒さが侵入を始め、さらには零下の雪原ではモンスターが大量発生し、アルテナ首都では港町エルランドからの物資がなかなか届かない事態にもなっていた。魔法の力が消滅することによる国家の破滅を危惧して、紅蓮の魔導師を指揮官に、世界中のマナストーンの占領とマナの剣を理の女王に捧げての「魔法帝国」の建国を目指して、「草原の王国フォルセナ」に侵攻する。ほかにもビーストキングダム領内の「月読の塔」に兵士を派遣するなど、積極的に派兵している。領内の「零下の雪原」には水のマナストーンが安置されている「氷壁の迷宮」がある。
魔道空中要塞ギガンテスやマシンゴーレムなどの魔道兵器の技術力に長けており、これらの技術を侵略に用いている。
デュラン・アンジェラルートのみ中盤で入ることが可能となるが、マナの聖域から紅蓮の魔導師が帰還すると同時にアルテナ城内に軍の魔導師では太刀打ちできないレベルの魔法生物が大量に出現し、理の女王を城内に残したまま城が占領される事態となり、アルテナ国民は不安に覚えながらの生活を送ることになる。
雪の都エルランド
「魔法王国アルテナ」領内にある港町。かつてはアルテナ首都同様に温暖な気候が保たれていたが、マナの大変動により理の女王の魔力が及ばなくなったため、街は極寒に閉ざされつつある。港も漂流する氷が集まり始めたため、閉鎖されている。
ビーストキングダム
ファ・ザード大陸西部に広がる常に夜が続く不思議な森「月夜の森」西部に存在する、獣人の王国。世界中から迫害されて集まった獣人たちを獣人王が「人間への報復」を旗頭に纏めて建国した国で、人間に対する憎悪は深い。ただし、人間とのハーフであるケヴィンに対して敵意を向けてくる獣人はほとんどいないため、仲間意識は非常に高い。マナの大変動により、「ビーストキングダム」を訪れた死を喰らう男が獣人王と手を結んだことをきっかけに、「城塞都市ジャド」を経由しての人間族の心の拠り所である「聖都ウェンデル」への侵攻を開始するが、失敗する。領内に、月夜の森全体を夜に封印している月のマナストーンが安置されている「月読の塔」が存在する。
前述の侵攻により獣人たちは自信を持ち自立へと向けて歩き始めるが、若い獣人たちは「我こそが」と次の獣人王になることをもくろむようになった。『TRIALS of MANA』では獣人王に対して挑戦的で、ケヴィンやルガーを見下す獣人が登場する。
月明かりの都ミントス
「月夜の森」東部にある獣人たちの都市。ビーストキングダムとは違い、人間たちとの対立・復讐を望まない平和主義者たちが生活しており、いずれ人間とも和解できると信じている。容姿はケヴィンと同じく耳が長く褐色肌。子どもたちは人間に対して素直に好意を示している。アルテナが月のマナストーン解放を目的に軍を派遣したが、ミントス側が無抵抗を貫いたため、戦闘になることもなく兵士たちを素通りさせている。この街も「月のマナストーン」の影響下にあり、常に夜に包まれている。
聖都ウェンデル
ファ・ザード大陸中部にある光の司祭が治める宗教都市。永世中立都市の名をもち、都市の中では敵も味方もいないとされる。高位聖職者として光の司祭の名が世界中で知られているため、世界中からさまざまな悩みをもつ者が救いを求めて聖都を訪れている。そのため、物語序盤に人々の精神的な支柱であると見なしたビーストキングダムに侵攻され、光の司祭が禁呪を用いて侵攻からは守られるが、その禁呪の呪いにより司祭が倒れてからは訪れるものが少なくなり、急速に寂れていく。光のマナストーンが安置されている「光の古代遺跡」を守護するために、近隣地域であるこの場所に聖都が建てられた。
城塞都市ジャド
プロローグ後にシャルロット以外の各主人公たちが集う街。名前のとおりに城塞に都市全体が覆われている。ビーストキングダムが聖都ウェンデル侵攻の足がかりとするために制圧していた。
湖畔の村アストリア
城塞都市ジャドから南にある「ラビの森」を越えた先にある村。世界最大の湖であるアストリア湖があり、その対岸には「聖都ウェンデル」がある。物語の序盤にビーストキングダムの獣人たちに襲われて滅亡する。
灼熱の砂漠
ファ・ザード大陸南東部に位置する広大な砂漠地帯。ところどころに点在するオアシスに町村ができている。砂漠のどこかに義賊の集団「ナバール盗賊団」の要塞があり、ときおり町に出向いては悪徳の富豪から金品をせしめている。また、灼熱の砂漠の南部に一年中炎と爆発に包まれている「火炎の谷」があり、火のマナストーンが安置されている。かつては自然豊かな大地であったが、古代の世界大戦でマナエネルギーを奪い合った結果、土地が急速に枯れて砂漠化し、二度と戻らなかったという伝説がある。
砂の要塞ナバール
義賊集団ナバール盗賊団が根拠地としている要塞。灼熱の砂漠北東部に位置しており、やや人里からは離れている。一介の盗賊組織でありながら国家に匹敵する規模を有しているためか、名前のとおりに大規模な要塞化が施されている。しかし、近年は突如として盗賊団の解散を宣言し、砂漠を見捨てて、新天地にてナバール王国建国を目指すと称して「風の王国ローラント」への侵略を行う。しかし、盗賊団首領フレイムカーンを始めとするナバール全体は美獣の術で精神を操られており、ローラント占領中は、すでに正気を保てているのは死の首輪により呪法が効かないジェシカのみとなっていた。主人公たちやアマゾネス軍の活躍によりローラントを奪還されて、撤退したあとは再びナバール要塞を本拠としているが、砂漠付近の商船や商隊に対する容赦のない略奪行為を繰り広げる。そのため、砂漠の民衆からの信頼を急速に失っている。
砂の都サルタン
灼熱の砂漠北西部にある港町。砂漠の入り口として賑わっていたが、ナバール盗賊団の暴走により港は寂れつつある。また、井戸水の減少や、気温の上昇にみまわれている。また、都市内ではナバール盗賊団の砂の要塞に悪魔が住み着いたと噂になっている。
オアシスの都ディーン
砂漠中央部にあるオアシスに存在する都市。生命線であるオアシスの湧き水が枯れている。ここの武器防具屋は昼と夜でどちらかが寝ている。フラミーの移動中表示では「オアシスのむら」と表示され、住民の自称でも「オアシスの村ディーン」とされている。
風の王国ローラント
ファ・ザード大陸北東部の山岳地帯ローラントに王城を構える王国。山頂である「天の頂」に住む「翼あるものの父」が乙女にしか心を許さないため、世界最強と謳われる女戦士「アマゾネス」の部隊が組織されている。山には常に風が吹き荒れており、侵入者を阻む。世界一の山脈と風に守られたローラント城は難攻不落の要塞と讃えられている。しかし、ナバール盗賊団の強襲により王城は炎上、陥落し、ジョスター王は殺害され、王国は一時滅亡するが、本編序盤で主人公たちやアマゾネス軍による活躍で王国は奪還される。「天かける道」の途中に「風の回廊」と呼ばれる迷宮が存在し、風のマナストーンはこの迷宮内に設置されている。
漁港パロ
風の王国ローラント領内の東側にある港町。ローラント山のふもとに位置する。ナバール盗賊団に占領されており、活気が消え失せている。
火山島ブッカ
ファ・ザード大陸から南西に位置する巨大な活火山が聳え立つ離島。名古屋弁の訛りが特徴であるダークプリーストの一族が幻獣「ブースカブー」を崇めながら暮らしている。
花畑の国ディオール
エルフの国。ウィンテッド大陸東部にあるランプ花と呼ばれる不思議な植物が生息する森にあり、普通の人間ではどうやっても立ち入ることができない。過去のリロイとシェーラの悲劇が二度と起こらないことを願い、人間界からは隔離されている。また、この森と「ワンダーの樹海」の境界線に木のマナストーンが設置されている。
幻惑のジャングル
世界南西の大陸にある、立ち入った人間に幻を見せるという広大なジャングルで、謎を解かない限り深部まで立ち入ることはできず、同じ道を延々歩かされる。ケヴィンもしくはシャルロットを主人公に選択した場合、この地に闇のマナストーンが存在する。ジャングルを抜けた島の西側にはミラージュパレスが佇む。宮殿前では死を喰らう男が待ち構える。
古の都ペダン
幻惑のジャングルにある都市。かつては非常に高品質な武器・防具を産出して栄えたが、第二の世界大戦（竜帝大戦）でその装備の質の良さを危惧されて竜帝率いる竜一族に滅ぼされた過去を持つ。以後は何もないジャングルと廃墟が広がっていたが、マナの大変動によりこの場所が過去に繋がったことから現代に復活した。
各地のマナストーン消滅により訪れた当初は入れないが、ストーリーが終盤に差し掛かると再び過去に繋がり入れるようになる。住民たちはあくまで竜帝に滅ぼされる前の12年前の時代を生きていた者たちであり、当時の世界情勢の話を聞くことができる。
『聖剣伝説 HEROES of MANA』では19年前のペダンが主軸として描かており、ペダン王国と呼ばれる。大陸とは隔絶した独自の文化を持つとされている。
ミラージュパレス
仮面の道士の本拠地。幻惑のジャングル奥地に存在する暗い雰囲気の宮殿で、足を踏み入れた者に幻を見せる。最深部では堕ちた聖者が待ち構える。ここではアンデッド系のモンスターが多く出現する。
ペダンの住民によると、かつては栄えていたが、幻惑のジャングル自体が侵入者を惑乱する難所であるため、現在では誰も近付かなくなった模様。
ガラスの砂漠
竜帝一族が支配する大陸で、世界の北西、魔法王国アルテナの西側に位置する。デュランもしくはアンジェラを主人公に選択した場合、この地に闇のマナストーンが存在する。
ドラゴンズホール
ガラスの砂漠の奥にある巨大洞窟で、竜帝の本拠地。入口では黒曜の騎士が、最深部では紅蓮の魔導師が待ち構える。ダンジョン名の通り、ドラゴン系のモンスターが多く出現する。
暗闇の洞窟
ローラントの北部に位置する大陸にある、光の届かない真っ暗な洞窟。奥で邪眼の伯爵が待ち受ける。ホークアイもしくはリースを主人公に選択した場合、この地に闇のマナストーンが存在する。
ダークキャッスル
暗闇の洞窟の先にある黒の貴公子の本拠地。かつては光の城と呼ばれ、文字通り光り輝いていたが、現在では魔界の魔物が住む闇の城となっている。最上階へ向かう途中の小部屋では美獣イザベラが待ち構える。ここでは悪魔系のモンスターが多く出現する。
アニスの禁域
『TRIALS of MANA』で追加されたダンジョン。大魔女アニスが最深部に潜む（TRIALS of MANA追加キャラクターの項目参照）。禁域の大部分は人々の記憶や深層意識をもとに形成した幻影空間から成り、主人公たちの故郷が荒れ果て、魔物が跋扈する仮想世界となって表される。
ジャド・ウェンデルは『2』と『LOM』以外の作品にも同じ名前の地名が出てくるが、本作との関連性はない。

## 登場人物
担当声優は、特筆がない限り『TRIALS of MANA』のものとする。ナレーション (TRIALS of MANA)は北原沙弥香が担当。

### 主人公
いずれも主人公に選んだか、パーティーメンバーに選ばなかったかで運命が変化する。主人公や仲間を選択したときに名前変更可能である。
デュラン (Duran)
声 - 江口拓也 / 吉岡茉祐（幼少期）
17歳・男性。身長175cm。体重70kg。草原の王国フォルセナに住む傭兵で、比類なき剣の使い手。気が荒く負けず嫌いな一方で誠実な面もあり、国と王に対する忠誠心は誰よりも強い。両親はすでに亡く、今は妹のウェンディと伯母のステラとの3人暮らし。主要メンバーの中で兄弟姉妹がいるのはデュランとリースの二人のみ。国王リチャードの戦友にして黄金の騎士と謳われた父親のロキを尊敬している。
『TRIALS of MANA』では、「叩き斬ってやるぜ」が口癖となっており、どんな困難もいい修行になると前向きな言動を見せる。
フォルセナで年に1度開かれる武術大会若手部門にて優勝を果たし、王国一の剣士の座に輝いたが、その夜、突如フォルセナを襲撃した紅蓮の魔導師に惨敗。自身のプライドを砕き祖国さえも侮辱した紅蓮の魔導師を倒す力を得るため、クラスチェンジの方法を求めて聖都ウェンデルを目指す。
当初は力を至上とし乱暴なふるまいもするが、仲間との旅を通じて父のような騎士にふさわしい成長を遂げる。また、再戦して倒した紅蓮の魔導師の過去を知ると、自害しようとする彼を最後まで制止しようとする。
パーティーメンバーに選ばなかった場合は、アルテナがフォルセナ侵攻を企てていると聞き、紅蓮の魔導師を追うのをやめて故郷の防衛に専念する。主人公がデュラン、アンジェラ以外でデュランがパーティーにいる場合、敵勢力に紅蓮の魔導師が倒されたことで一度は目標を見失うが、彼を倒した者に勝つことで紅蓮の魔導師よりも強くなったことを証明できると考え再起する。
『TRIALS of MANA』にて追加された新エピソードでは、大魔女アニスを倒すためクラス4へと至るべく勇気のオーブを探すことに。英雄王に話を聞きに行くと武術大会への参加を勧められ、本戦にてブルーザーを打ち破り決勝戦への進出を果たす。最後の相手は、わずかな時間だけ復活を果たした黄金の騎士ロキであった。当惑するデュランだが、息子として、そして一介の剣士として父を超えるべく剣を交える。勝利を収めたことで名実ともに最強の剣士となり、英雄王から勇気のオーブを手渡されクラス4へと昇格する。
武器は剣で、光では盾が装備可能になり回復魔法も使えるようになる。闇では武器に光以外の属性を付与するセイバー魔法を覚える。
アンジェラ (Angela)
声 - 大久保瑠美
19歳・女性。身長165cm。体重48kg。主要メンバー中最年長で、艶やかな色気をもつ美女。魔法王国アルテナの王女であるが、まったく魔法が使えないことにコンプレックスを抱いている。自身を見てくれない母への反発や寂しさから、いつもいたずらをしては城内を騒がせ、教育係のホセやヴィクターを悩ませている。母の側近である紅蓮の魔導師から見下したような態度を取られているため嫌っている。基本的に勝気で自由奔放だが、仲間たちとの冒険を通じて精神的にも成長していく。年齢に反して大人げない言動が目立つが、その妖艶さを活かして相手を誘惑し罠にかけるなどの一面を見せる。
一人称は「私」、たまに「あたし」。『TRIALS of MANA』で追加された台詞では「私」に統一された。
パーティーメンバーに選ばなかった場合は、序盤のジャドの宿屋で眠っているのを確認できるくらいで主人公たちには関与しない。主人公をデュランに選んでいる場合は、ドラゴンズホールをクリアするとアルテナ城内におり、話しかけると女王を救ってくれたデュランに好意を見せる。
『TRIALS of MANA』では、「日差しがキツくて美しい肌に染みができる」「ウェンデルはいいところだけど住むとなると退屈しそう」など環境に対する愚痴が多い。また疲れたときは宿屋でくつろぎ、主人公に情報収集を押し付けることも。
ある日、女王である母にマナストーンの力を開放するための生け贄になることを要求され、感情の高まりによって秘められた魔力が暴走し、城外へ転移することで難を逃れる。絶望の中、母に認められるだけの魔力を身につけるため、魔力を求めて旅立つことを決める。なお、父親の存在については不明。
パーティに男性メンバーがいる場合はエンディングで特別なイベントがあり、男性メンバーが2人いる場合は優先順位はデュラン>>ケヴィン>ホークアイで発生する。デュランのような男性が一番好みらしく、旅の途中のイベントもデュラン相手の場合だけ追加があり、好意を匂わせる掛け合いや台詞が所々にあるが、デュラン本人は向けられる好意に気付いていない。
『TRIALS of MANA』の追加イベントにてデュランとケヴィンの手合わせ会話のあと、アンジェラが「強さを求める男って、いいわね…」と発言する場面は英語版では「I do like a man with a sword.」と剣士に限定的な台詞になっている。
ドラゴンズホールで紅蓮の魔導師と決着をつけた際は、自害直前の魔導師から感謝の言葉を告げられる。
『TRIALS of MANA』にて追加された新エピソードでは、大魔女アニスを倒すためクラス4へと至るべく叡智のオーブを探すことに。理の女王によれば彼のオーブは王家に伝わる秘宝であり、現在は魔力を失っているため機能していないという。そこでアンジェラは、オーブに力を取り戻させるべく「女王の試練」に挑む。母でも乗り越えられなかった試練だが、成長したアンジェラに敵はなく、仲間たちが見守る中「もう一人の自分自身」を打ち破りオーブに魔力を取り戻させる。
武器は杖で、序盤から攻撃魔法を使える。光では上位の精霊攻撃魔法が強化され、闇では状態異常の追加効果がある攻撃魔法や古代魔法エインシャントを覚える。
『HEROES of MANA』終戦後に誕生。
ケヴィン (Kevin)
声 - 逢坂良太
15歳・男性。身長170cm。体重73kg。主要メンバーの中ではシャルロットと並んで最年少。ビーストキングダムの王子。純真かつ世間知らずな性格で、言葉づかいもたどたどしい。厳格な父である獣人王と人間の母との間に生まれたハーフであり、城になじめず、母を追い出したという理由から父親との交流もほとんどない。母がいなくなってからは父である獣人王により冷徹な戦闘マシーンへと鍛え上げられて行く。しかし、仔狼のカールと出会ったことで優しさや思いやりの心を知り、月夜の森でカールと遊ぶのを楽しみとして暮らしていた。ほかの獣人たちよりは昼間の体格が一回り小さく、見た目はほぼ人間と変わらない。またほかの獣人同様に基本的に裸足で歩いているが、クラスチェンジするとサンダルや靴を履く場合がある。
『TRIALS of MANA』では、何かにつけて空腹をアピールをするキャラクター性が追加された。フォルセナの料理は「どれも美味い」と言ってフォルセナの街を気に入っていたが、カニのような外見のボス・フルメタルハガーを見て食べたがったり、カボチャ頭の木の神獣・ミスポルムを見て「美味しそう」と発言する。
『TRIALS of MANA』では、雪が好きでエルランドの雪景色を見てはしゃいだりする。デュランがパーティーにいる場合、互いに剣技と武術の腕を認め合い、いつか手合わせをしようと話す場面がある。嗅覚にも優れ、進むべき道が正しいかどうかや、強大な敵の気配をある程度匂いで感じ取ることができる（潮の香りがきつい所などでは嗅覚が利きづらくなるようだが）。
あるとき、突如カールが凶暴化してケヴィンに襲いかかり、その際、自身の獣人の本能を抑えられずに獣人化し、誤ってカールを殺害する。カールの凶暴化が獣人王の策略だと知り激怒したケヴィンは、感情に任せて父に襲いかかったもののまったく歯が立たず、返り討ちに遭う。その後、死を喰らう男からカールを蘇らせる術の情報を得たケヴィンは、親友の蘇生を夢見て旅に出る。
エンディングでは父親の真意を知ったことで誤解が解け、今まで軽蔑していたのを改め獣人王を父として見直すようになる。
パーティーメンバーに選ばなかった場合は、序盤のジャドで獣人たちから逃げ隠れしている姿を見ることができる。月読みの塔でのルガー関連のイベントで登場するが、以後は物語には絡んで来ない。
『TRIALS of MANA』にて追加された新エピソードでは、大魔女アニスを倒すためクラス4へと至るべく本能のオーブを探すことに。しかし本能のオーブは、代々の獣人の長が持つべきもの。所持者である獣人王はケヴィンを月読みの塔の最上階へと呼び出し、次代の長にふさわしいか試すべく一騎討ちを挑む。死闘の末に父に膝を突かせ、長として認められる。
武器はナックルや爪で、光のクラス3では木の魔法を、闇のクラス3では月の魔法を覚える。また、ケヴィンにのみシェイドの刻になると半獣化して攻撃力がアップする特性をもつ。
シャルロット (Charlotte)
声 - 諸星すみれ
15歳・女性。身長132cm。体重30kg。聖都ウェンデルの光の司祭の孫。エルフの血を引いているハーフエルフのため、成長が遅く、年齢に反して外見は非常に幼い。セリフは平仮名が多く、語尾に「でち」とつけることが多い。一人称は「シャルロット」、たまに「あたち」。生意気で少々自分勝手なうえに泣き虫だが、根は素直で純粋な性格。また、迷信深く幽霊が怖いなど臆病なところもある。主要メンバー中では精神的年齢は上のほうで、作中各所で気づかいを見せる場面がある。
自分が慕う神官ヒースが、アストリアで目撃された謎の光の調査を要請されたことを知った彼女は、彼の助けになろうと密かに神殿を抜け出して後を追う。結果としてヒースにほうから救われることとなるが、その直後、目の前でヒースが死を喰らう男にさらわれる。ヒースを救うべく、祖父にことの次第を伝えにウェンデルに戻るところから、彼女の旅は始まる。仲間に選択されていない場合は、パーティが初めてウェンデルを発つ際にシャルロット自身が待ち伏せして同行を願い出てくるのだが、誰が主人公でも拒否されて同行はできない。
エンディングでは死んだヒースがマナの女神により生き返らされ、再会を果たしてハッピーエンドとなる。ただしこのイベントを見るには彼女を仲間に加えている必要がある。
パーティーメンバーに選ばなかった場合は、主人公たちに同行を拒否されたあと、マイアからキャノントラベルでディオールを訪れ、妖精王から両親の死にまつわる事実を聞かされ、ショックのあまり飛び出して行方不明となる。
『TRIALS of MANA』にて追加された新エピソードでは、大魔女アニスを倒すためクラス4へと至るべく希望のオーブを探すことに。妖精王によればシャルロットの母シェーラは、オーブを媒介にした秘法によって人間となり、リロイと共に生命力をオーブに吸われ死期を早めたという。妖精王からその所在を聞き、ワンダーの樹海にてオーブを手にするも、オーブに引き寄せられたアンデッドの群れと戦うことに。勝利すると同時にオーブに宿っていた両親の生命力が生前の姿を取り、短時間ながらも家族の再会を果たす。
武器はフレイルで、序盤から回復魔法を使える。クラス2からは全体を回復できるようになり、光ではセイバー魔法と光の魔法やアンデッドを即死させる特殊攻撃を、闇では単体を攻撃する召喚魔法や闇の魔法を覚える。
ホークアイ (Hawkeye)
声 - 小野友樹
17歳・男性。身長178cm。体重68kg。ナバール盗賊団の一員。女好きで気障なロマンチストだが、冷静かつ友情に厚くユーモアも忘れない性格。天涯孤独の身だったがフレイムカーンに拾われてからは、彼の息子であるイーグルや娘のジェシカとともに実の子のように育てられた。盗みの技術に関しては、ナバールにおいても1・2位を争うほどの腕前をもつ。女性キャラクターの中でも特にリースとの掛け合いが多い。主人公6人が並ぶイメージイラストでもリースと肩を組んでいるものがある。
『TRIALS of MANA』では、デュランとケヴィンの掛け合いに「理解しがたい」「暑苦しい」と苦笑したり、戦闘では一転してクールな言動を見せるようになる。街中では「美人からの情報収集は得意だ」と言ってナンパまがいのことをしたり、とりわけフォルセナではステラがデュランの伯母だと知らずに見惚れて目で追っていたようである。
ある日、フレイムカーンが突如として他国への侵略と王国の建国を宣言する。その豹変ぶりを不審に思ったホークアイとイーグルは、原因がイザベラにあると疑いをかけ、調査を始める。しかし、イザベラの悪事を知ったことでイーグルは殺され、ホークアイはその濡れ衣を着せられて投獄、さらにジェシカから呪いをかけられる。弟分のニキータの助けで脱獄に成功したホークアイは、ニキータから「光の司祭なら知恵を貸してくれるかも」との情報を得る。イーグルの仇討ちとジェシカを救うため、彼は逃亡者として旅立つこととなる。
ケヴィン同様、1回のコマンド入力で2回攻撃を繰り出すことができる。各種状態異常スキルに秀でており、宝箱のトラップを解除できる運が一番高い。
彼がパーティにいる場合、終盤で美獣イザベラを打ち倒したあと、親友の仇を討ったことを告げるシーンが追加される。
パーティーメンバーに選ばなかった場合は、ローラント城奪還戦の道中に登場。パーティーにリースがいる場合は、彼女の頬にキスをして立ち去っていく。火炎の谷のイベント終了後、呪いの影響で衰弱していたジェシカの看病のため美獣を追うのを断念する。
『TRIALS of MANA』にて追加された新エピソードでは、大魔女アニスを倒すためクラス4へと至るべく信頼のオーブを探すことに。ナバール要塞に保管されていたが、イザベラ（美獣）を警戒したイーグルによってすべての財宝は火炎の谷の隠し部屋へと移されていた。オーブを守護していたトラップモンスターを倒し、信頼のオーブを手にする。その時、オーブに宿っていたイーグルの想いが映し出され、「この財宝で盗賊稼業から足を洗い、ジェシカと幸せになってほしい」と告げられる。悩んだ末にホークアイは判断をジェシカに委ねるが、彼女は兄が愛したナバールを守っていく道を選ぶ。
髪の毛は、本来ならば銀髪の設定だったが、結城に原案がまわってきたときに紫に変色していたため、今の姿に落ち着いた。
武器は短剣で、光では木と月の魔法や単体を攻撃するトラップ・飛び道具を、闇では能力をダウンさせる忍術や状態異常の追加効果がある反則技を覚える。
『HEROES of MANA』ではフレイムカーンの孫とされ、母親であるファルコン（イーグル、ジェシカの異母姉）も登場している。この関係上、ホークアイからすればイーグルとジェシカは叔父叔母となる。ただしフレイムカーン以外の関係者は、全員がそのことを知らない。
リース　(Riesz)
声 - 小松未可子
16歳・女性。身長167cm。体重54kg。風の王国ローラントの王女。槍の使い手で王国のアマゾネス軍のリーダーを務める。まだ少女特有のあどけなさを残すものの、幼少期に母を亡くし、常に弟のエリオットの面倒を見てきており、年齢よりも落ち着いた性格で大人びている。生真面目で礼儀正しく、優しい性格ながら勇敢で、頑固で融通が利かないところもある。仲間に対しては敬語で接するが、普通の少女らしい言葉もたびたび使っている。特徴である長い頭髪を、母の形見であるリボンでまとめている。
『TRIALS of MANA』で追加された台詞では敬語を多く使うようになる。
ある日、ナバール盗賊団にエリオットを利用されたことで国を守護していた風が止まり、敵の侵略を受けて王城は陥落、国王である父ジョスターは戦死し、さらにエリオットまでもが拉致される。辛うじて生き残ったリースは、死の間際に父が遺した言葉を胸に国家再興と弟の救出を決意し、廃城と化した故郷からひとり旅立つ。
ホークアイ同様、美獣イザベラを倒したあとには両親の仇を討ったことを報告する場面がある。『TRIALS of MANA』では、エリオットを買い取った邪眼の伯爵にも強い怒りを抱いている。ホークアイとは出会った当初、所属先が敵味方という複雑な立ち位置だが、彼の人柄を知ってから信頼を寄せ合うようになる。
パーティーメンバーに選ばなかった場合は、序盤のパロ〜ローラント奪還戦までのイベントに登場。ローラント城を取り戻すべく乗り込むもビルとベンに敗北し戦闘不能となる。主人公たちに助けられたあとは、美獣との決着を託す。ここでパーティーにホークアイがいる場合は、命を賭けてでも美獣を倒すと無謀な言動を取ったリースをしかりつける。奪還後はエリオットを探すべく主人公たちと別れ、以後は登場しなくなる。
『TRIALS of MANA』にて追加された新エピソードでは、大魔女アニスを倒すためクラス4へと至るべく慈愛のオーブを探すことに。亡き父と母が儀式を行ったという眠りの花畑へと赴き、オーブの守護者を撃退。その時、ジョスターとミネルバの幻影が現れ、すべての重荷を娘に預けてしまったことを詫びられるが、家族の愛に支えられた彼女が泣き崩れることはなく、決意を新たに戦いへと赴く。
武器は槍で、光では味方の能力アップを、闇では敵の能力をダウンさせる支援魔法を覚える。また、クラス3では全体を攻撃する召喚魔法を使えるようになる。

### マナの聖域
フェアリー
声 - 内田真礼
マナの女神に仕える妖精にして精霊。世界の危機に勇者を導くのが役目。4度目となる世界の危機を光の司祭に伝えるために複数で地上に現れるが、ウェンデルへ向かう途中で持てるマナのほとんどを使い果たし、仲間たちは次々と離脱。唯一地上に降り立った場面に居合わせた主人公に、自身の消耗を防ぐ目的でとりついて同行する。
聡明かつ明るく思いやりのある優しい性格で、どんな逆境でもパーティを励ますことを忘れない。また、さまざまな分野に対する知識も豊富で、しばしば冒険に行き詰まった際の道標ともなる。最終戦直前に無謀な特攻を行ったことで倒れるが、絶大な力を手に入れた敵首領に対し主人公たちがもつ「希望」というマナの剣の存在を説くなど、主人公たちを勇気づける。決着後には新たなマナの女神として生まれ変わり、マナを循環させるためのマナの樹となって1000年の眠りにつく。
フェアリーに取りつかれた人間は運命が不確かなものになり、本来の人生とは異なる道を歩むことになる。このためフォルセナの占い師は、主人公の運命を見ることができなかった。
SFC版のドットは青い服を着ているものだが、結城信輝のキャラクターイラストでは服を何も着ていない全裸状態である。
しかしリメイク版『TRIALS of MANA』では、HACCANにより結城のデザインを元にSFC版のドットの青い服に花のデザインを組み合わせたデザインに変更されている。
マナの女神
声 - 北原沙弥香
黄金の杖を用いて世界を生み出したとされる造物主。神獣の出現によって世界崩壊の危機が訪れたときは、みずからマナの剣を手に戦い神獣をマナストーンに封印した。その後、マナストーンの力をめぐる人間たちの争いに闇の魔物たちがつけ込み、闇の力が増大したことで闇の神獣ゼーブル・ファーが復活。世界に二度目の危機が訪れる。このときは魔界という異世界を築き、そこにゼーブル・ファーもろとも闇の魔物たちを追放することで対処した。
現在はマナの樹の中で眠りについており、マナの剣が引き抜かれることで目覚める。一度だけ主人公の前に姿を見せるが、これは幻影であり、既にマナの減少によって女神の存在も消えかけており、願いを叶える力はないという。
終盤では八神獣の力を得た邪悪な者に対し行動を阻害しようとしたが、逆鱗に触れたためマナの樹ごと滅ぼされる。

### 草原の王国フォルセナ
英雄王 / リチャード
声 - 大塚明夫
53歳。草原の王国フォルセナの王。デュランの父であるロキやフェアリーと共に竜帝と戦った。理の女王とは旧知の仲。ゲーム中では彼のみ理の女王を「ヴァルダ」と名前で呼ぶ。かつて竜帝を打ち倒したことからその名は世界中に轟いている。
マナストーンに関する知識に詳しく、物語の序盤から中盤にかけては彼からマナストーンの所在地を教えてもらい、精霊を探すのが目的となる。
フォルセナがアルテナの紅蓮の魔導師の攻撃を受けた際には血気にはやる騎士たちを抑えたうえで、アルテナの国内情勢を探るなど冷静な指導者で、アルテナの再攻撃の際には紅蓮の魔導師に殺害されそうになるが、主人公によって難を逃れる。その後は主人公たちが動きやすいようにアルテナを始めとする各国を水面下で抑えようと精力的に動き、サポートしてくれる。
ロキの息子であるデュランを気に掛けており、プライドが高すぎるため心配もしていた模様。また、アンジェラを連れていると彼女がヴァルダの娘であることにショックを受ける場面があるが、『HEROES of MANA』によるとかつてヴァルダとは恋仲で、リチャード自身はヴァルダの妊娠のことも知らなかったためであり、アンジェラが自身の娘であることも知らない。
ウェンディ
声 - 春野杏
デュランの妹。幼いわりにしっかり者。紅蓮の魔導師に敗北して自暴自棄になっていたデュランを叱咤する。彼をとても慕っている。12年前の竜帝大戦時には赤子であった。
ステラ
声 - 小島幸子
デュランの母方の伯母。妹のシモーヌが病死してからはデュランとウェンディの面倒を見ている。デュランが旅立つことも見透かしており、ロキの形見のブロンズソードを持たせる。デュランのよき理解者。
シモーヌ
声 - 竹内恵美子
デュランとウェンディの母親。生死にかかわるほどの病魔に侵されていたが、竜帝退治に出かけるロキを心配させたくないからと隠していた。しかし、それが原因で治癒不可能になるほど取り返しのつかない状態にまで悪化させたために、姉のステラに幼いデュランとウェンディを託して息を引き取る。
黄金の騎士ロキ
声 - 森田了介
デュランの父。剣術大会で王子時代のリチャードを破ったフォルセナの剣士。12年前、リチャード、フェアリーとともに竜帝と戦い、リチャードをかばって相討ちとなり、竜帝とともに底知れぬ谷底へと落ちていった。今でも彼の名は騎士道精神の誉としてフォルセナでは深く尊敬されている。
その後、密かに復活した竜帝から闇の魔力を注入され傀儡として復活。呪いによって心まで暗黒に塗り潰され、「黒曜の騎士」として主人公たちの前に立ちはだかる。
『TRIALS of MANA』にて追加された新エピソードでは、ひとつの魂として一時的に実体を得、英雄王に事情を話して武術大会を開催してもらい、決勝戦にて息子と剣を交える。黒曜の騎士だったころとは比べ物にならない剣技を披露する。「大地噴出剣」や「閃光剣」などを使用するが、グラフィックやモーションはすべてロキ固有のものである。
ボン・ジュール
声 - 三宅健太
ボン・ボヤジの弟。フォルセナに住み、関西弁を話す。彼の大砲でフォルセナ - マイア間を飛ぶことができる。
ブルーザー
声 - 金光宣明
物語冒頭の武術大会決勝戦でデュランに敗れた剣士。尊大でな性格で、勝負中に凶器攻撃をしかけるなど卑怯な手も使う。反面努力家でもあり、自身を破ったデュランを宿敵と見て腕を磨き続けていた。
『TRIALS of MANA』では、パーティーにデュランがいるときに話しかけるとイベントが発生する、また新エピソードでは、再び開かれた武術大会にてデュランと戦うことに。腕を上げたことを誇るも二度目の敗北を喫し、より修行を積んで今度こそデュランを倒すと誓う。

### 魔法王国アルテナ
理の女王 / ヴァルダ
声 - 明坂聡美
41歳。魔法王国アルテナの女王であり、アンジェラの母。極寒の地であるアルテナの気候をみずからの魔力で温暖に保っている。
アンジェラが幼少のころから女王としての立場と態度で接しており、甘えさせることもなければ叱ることもなかった。
娘が19歳になったとき、「魔法を使えないお前は王家の恥」と無能者の落印を押し、水のマナストーンからエネルギーを放出させるため娘の体を触媒に使おうとする。しかし、これらの非情な行為は、紅蓮の魔導師に心を操られていたことが原因であった。本来は心優しい母親であり、アンジェラのイタズラが魔法を使えないことによるコンプレックスであると見抜いていた。操られる前は魔法をまったく使えないアンジェラのために、毎日マナの女神に祈っていた。
主人公がデュランかアンジェラの場合は、紅蓮の魔導師によって囚われ、主人公からマナの剣を奪うための人質にされる。用済みとなったあとは紅蓮の魔導師によってドラゴンズホールへ拉致され、竜帝が完全復活を果たしたときの生贄にされそうになる。助け出されたあとは正気を取り戻し、女王としての職務を全うする。
主人公がデュランかアンジェラ以外の場合は、竜帝たちが敵対勢力に敗れたため拉致されることなく城内にとどまっている。洗脳されていた影響から記憶が混濁しながらも、アンジェラに対しては母親らしい優しさを見せる。
主人公がアンジェラではなく仲間としている場合は、帰って来た娘と久しぶりの対面を果たし、魔法が使えないアンジェラのために毎日マナの女神に祈っていたことを告げる。アンジェラからこれまでの事情を聞き、操られていたとはいえ我が子を殺そうとしたことを恥じる。
『HEROES of MANA』ではかつて英雄王リチャードと親交があり、アンジェラは彼との間に生まれた娘である。しかし英雄王は、アンジェラの存在はおろかヴァルダが身ごもっていたことすら知らなかった。
紅蓮の魔導師
理の女王の右腕にしてアルテナの指揮官。

ホセ
声 - 武虎
アルテナの魔術師に魔法を教える教育係。かつては「アルテナにその人あり」と謳われたほどの大魔法使いで、その武勇伝をアンジェラによく聞かせていた。魔法が使えなかったころの紅蓮の魔導師にも指導したことがある。
アンジェラが未だに魔法が使えないのは格好ばかりを気にして「心」が伴っていないからと助言している。主人公がデュランかアンジェラで、かつアンジェラがパーティにいる場合、成長したアンジェラを見てヴィクターとともに喜ぶ場面がある。
ヴィクター
声 - 内匠靖明
アンジェラの生活指導役を務める青年。ホセの愚痴を聞かされる役も務める苦労多き人物。パーティーにアンジェラがいるときに話しかけると、アンジェラの成長に感激しながらより美しくなったと大はしゃぎする。

### ビーストキングダム
獣人王 / ガウザー
声 - 三宅健太
43歳。ビーストキングダム国王で、ケヴィンの父親。ケヴィンを一撃で王城から月夜の森までふっ飛ばすほどの剛力の持ち主。人間に虐げられて鬱屈する獣人たちを憂い、打倒人間をスローガンに掲げて一代でビーストキングダムを建国。人間に敵意をもつ獣人たちがまたたく間に集結し、一大勢力を築く。しかし、ビーストキングダムの建国や聖都ウェンデルの侵攻は、人間に虐げられて卑屈になっていた獣人たちに自信をつけさせるための題目に過ぎず、人間への復讐やマナの剣をめぐる各国の争いには、まったく興味を抱いていない。ケヴィンには母親は幼いケヴィンを置いていなくなったと言っているが、実際は病による死別であり、憎しみや怒りは力を引き出すのに利用できるという考えから、ケヴィンの憎しみを自分に向けるためにあえて嘘をついていた。しかし、本人は本当の強さとは憎しみを克服した先にあると信じており、同時に心の弱者を許容しない芯の強い人物。
その力を見込んだ死を喰らう男によって利用されたものの、獣人王は死を喰らう男の背後にいる存在に気づいており、逆に死を喰らう男を酷使していた。死を喰らう男がマナの剣を主人公たちから奪おうとした場にも居合わせるが、くだらん猿芝居として見放し協力を拒む。
その実力とカリスマからルガーを始めとする獣人たちからは深く尊敬されている一方で、し前述の侵攻によって増長した若い獣人たちからは軽視され批判を向けられる結果となる。
ケヴィンかシャルロットを主人公に選び、かつパーティーにケヴィンがいる状態でビーストキングダムにいる獣人王に話しかけると隠しイベントが発生する。カールの仇として獣人王に挑もうとするケヴィンだが、実はカールは死を喰らう男の幻術で仮死状態になっていたに過ぎず、埋められたところを獣人王が掘り起こしていた。これらはすべて思い込んだら一直線の息子の性格を利用した芝居であり、ケヴィンに自立を促すために働いた行為だったと告白する。そして誤解を解いた息子に対し、死を喰らう男の背後にいる黒幕を倒してやるべきことをやり遂げるように背中を押す。このイベントを発生させずにケヴィンを仲間にした状態でゲームクリアをすると、エンディングでこのイベントが流れることになる。事前にこのイベントを発生させた場合はエンディング内容が変化し、ケヴィンに対し仲間たちとともに生き、人間と獣人の懸け橋になってほしいという本心を明かす。
ケヴィンを強く鍛えたうえで、自身の後継者にと強く望んでいるが、リメイク版では獣人兵たちには最も強いものを次代の獣人王にすることを宣言している。
リメイク版ではエンディング後の追加エピソードでケヴィンと一騎討ちを繰り広げる。敗北した際は負け惜しみを言いながらも、息子の成長を認め、獣人の長の証である本能のオーブを託す。
死を喰らう男
声 - 杉田智和
獣人王に取り入り人間との戦いを手助けする謎の男。

ルガー
声 - 内野孝聡 / 木野日菜（赤ん坊）
ビーストキングダム内でも特に優れた実力者で、人間討伐隊隊長を務めている。ボスとして登場。獣人王の力に憧れており、実力で隊長に選ばれたことを誇りとしている反面、王に鍛えられながらも戦いを嫌うケヴィンに羨望と嫉妬を抱いている。獣人王に師事したいという思いをもっているが、一介の獣人では叶わぬ夢とケヴィンに対し劣等感も抱く。結果、ケヴィンが獣人王の指導を無駄にしたと感じ、憎しみを覚えており、ケヴィンと戦い自分の実力を証明することを望んでいる。序盤からジャドを占拠したり主人公たちを捕らえたりと積極的に行動する。
月読の塔でルナの力を求める主人公たちに戦いを挑み敗北。ケヴィンに対する嫉妬と羨望を告げるが、「ルガーの方が獣人王の後継者に相応しい」と励まされ、その優しさに感謝の言葉を述べた。生まれ変わったらケヴィンに完全勝利してみせると告げ、死をまつばかりの状態となるが、ケヴィンの願いによりルナの力によって赤ん坊として転生する。
エンディングではケヴィンから格闘技の手解きを受けている姿が見られる。
カール
ケヴィンの友だちの仔オオカミ。両親がいないこともあり、ケヴィンとは固い友情で結ばれている。死を喰らう男の力により凶暴化してケヴィンに襲い掛かり、獣人化したケヴィンに倒される。ケヴィンはカールが死んだものと思っていた。
フレディ
声 - 金光宣明
ビーストキングダムに所属する獣人。ウェンデル侵攻中のビースト軍本隊には同行せずに占領中の城塞都市ジャドに残留し、滝の洞窟で捕らえた主人公たちを監視していたが、3人目の仲間（シャルロットを3人目の仲間に選択した場合は、選択しなかった仲間のうちデュラン、アンジェラ、ホークアイの順で選出される）に嵌められ、牢屋に閉じ込められる。
デュランの場合は「獣臭い」と挑発され激昂して飛び掛かったのを軽くいなされて閉じ込められる、アンジェラの場合は色仕掛けに騙されて閉じ込められる。ホークアイの場合は鍵を自力で明けられたうえに鍵の掛け方を教授すると騙されて閉じ込められる。リースの場合は奥から穴を掘る音が聞こえると騙され不用意に牢屋の奥に入り込んだ際に閉じ込められる。ケヴィンの場合は「獣人王の後継者を牢屋に入れたことを王に伝える」と脅迫されて、ケヴィンに飽くまでルガーの指示に従ったに過ぎないことを告げながら釈放したところを殴り倒され閉じ込められる。
名前はケヴィンのパターンのみで判明する。

### 聖都ウェンデル
光の司祭
声 - 西村知道
87歳。シャルロットの祖父。息子の死後、孫のシャルロットをエルフの村から引き取った。息子リロイとエルフのシェーラによる「人間とエルフの禁断の恋」の際には結婚に反対したため、二人がディオールへ駆け落ちするきっかけを作った。息子夫婦の愛を認めてやれなかったことを今も深く悔み、自分を責め続けている。その償いの意味も込めてシャルロットを引き取り、惜しみない愛情を注いできた。
常に信仰を怠らない聖者で、温和で生真面目な性格。また、知者としても世界中に名を知られており、主人公の大半も彼に救いを求めて訪ねることになる。
序盤でビーストキングダムの襲撃からウェンデルを護るべく結界を張っていた。より強力な結界を張った際に、禁呪とされている古代魔法を使用し、その呪いである不治の病に侵される。しかしヒースが命を代償にした呪法をみずから行使したことで命を救われる。
ヒース
声 - 山下大輝
シャルロットと仲の良いウェンデルの神官。心優しい性格とは裏腹に強力なホーリーボールの使い手。アストリアで起きた異変を調査しているさなか、死を喰らう男に拉致され、闇に心を染められて「堕ちた聖者」となる。シャルロットかケヴィンを主人公に選択し、かつシャルロットがパーティにいる場合、彼がのちに仮面の道士となるウェンデルの闇の司祭・ベルガーの息子であることが明らかになる。
上述のように光の司祭を助けるために禁呪を用いて命を落とすが、シャルロットがパーティーにいる場合はマナの女神からフェアリー時代の命を授かり復活を果たす。
ミック
声 - 木野日菜
シャルロットの子分的な立場の少年。ヒースの後を追おうとするシャルロットのために、バネクジャコを持ち出してシャルロットが神殿を抜け出す手助けをする。しかし失敗したため、自身は知らんふりをして逃亡する。

### 砂の要塞ナバール
フレイムカーン
声 - 栗津貴嗣
55歳。義賊の集団、砂漠の嵐ナバール盗賊団の首領。税と称して貧民から金銭を巻き上げる王制を嫌って、義賊であることを誇りに思っている人物であったが、イザベラに操られてナバール盗賊団を掌握される。その後のニキータの回想シーンで、牢屋に投獄されている姿が確認できる。イーグルとジェシカの父親。『HEROES of MANA』ではホークアイは孫でありいずれも親族関係になる。
リメイク版では追加イベントでナバールを訪れた際には寝室で休養しており、自身とナバールを利用した美獣に憤っている。
イザベラ
声 - 南篠愛乃
フレイムカーンに取り入りナバールに君臨する美女。

イーグル
声 - 伊東健人
フレイムカーンの息子で、ジェシカの兄。父の豹変にイザベラの影を感じて調査するが、逆にイザベラに操られて親友であるホークアイに襲いかかる。ホークアイとのバトルの末、最終的にはホークアイのみね打ちで正気には戻るが、その後弱ったところをイザベラの炎弾をくらい殺害される。『HEROES of MANA』ではホークアイの歳の近い叔父に当たることが判明し、親族であることが明らかとなった。
リメイク版では父の豹変を確認する前にナバール内の財宝を火炎の谷に隠しており、もし自身に何かあった場合はジェシカをホークアイに託すつもりだった模様。遺言とも言うべきメッセージにはこの財宝でホークアイとジェシカがナバール盗賊団を抜けたうえで幸福になってほしいと残している。
ジェシカ
声 - 西田望見
フレイムカーンの娘で、イーグルの妹。ホークアイとイーグルに悪事を知られたイザベラにより、呪いのアイテム「死の首輪」をつけられている。その後、火のマナストーン解放の媒介にされかけたが、ホークアイたちに助けられる。二つの呪いを一度にかけることはできないため死の首輪は外されていた。
『HEROES of MANA』では、ホークアイの歳の近い叔母に当たることが判明し、親族関係とされている。
リメイク版の追加イベントでは本調子ではないが、ナバールに復帰するほどに回復。イーグルが遺言でホークアイとともにナバールを抜けて市井の幸せを得ることを望んでいると知ったうえで、ホークアイとともに兄が愛したナバール盗賊団を守ることを選択する。
ニキータ
声 - 新谷真弓
商人の一族であるネコ族を飛び出して盗賊になった。ホークアイをアニキと慕う。ネコ族には遠い親戚のチキチータ、昔の恋人のジョセフィーヌがいる。仲間殺しの罪で牢屋に入れられたホークアイを助け、ホークアイもジェシカを彼に託して旅立つことになる。しかし、ナバールがローラント領を完全制圧したころには完全に操られており、ホークアイを認識できない状態に陥る。ナバールのローラント撤退後は正気に戻り、ホークアイとパーティにナバールが美獣に完全掌握され、フレイムカーンやジェシカが地下牢に入れられたことを語る。ホークアイがパーティにいる場合はローラント城に匿われるが、いない場合は彼と行動をともにする。。
ビル、ベン
声 - 栗津貴嗣（ビル）、内野孝聡（ベン）
ナバール忍者軍のニンジャマスターの2人組。ボスとして登場。「手裏剣」や奥義「影潜り」を駆使し、のちに忍法「合」「邪神合体」で文字通り一心同体になって戦う。美獣に操られているため、かつての仲間であったホークアイを相手にしても何ら感情を示さない。2度に渡って主人公らの行く手を阻んで敗北した後、美獣によって魂を火のマナストーン解放の生贄に利用される。

### 風の王国ローラント
ジョスター
声 - 内野孝聡
47歳。山岳地帯にある風の王国ローラント建国の王にしてリースの父。王妃をかばって受けた傷により盲目であるが、世界を見渡すといわれ勘が鋭い。ナバール盗賊団の襲撃により非業の死を遂げる。父を守れなかったことはリースの心に深い影を落とすことになる。
『HEROES of MANA』では終戦後ジョスターが神託を受けローラントを建国。その後フラミーを庇い失明。
エリオット
声 - 青山吉能
ローラントの王子で、リースの弟。誕生直後に母のミネルバを亡くし、母の顔も知らずに育った。
年齢は不明だが母親の死亡時のイベントからリースとは10歳近く離れていることが見て取れる。文武両道な姉にコンプレックスを抱いていたらしく、そこをビルとベンにつけ込まれる。ナバール忍者軍にさらわれてバイゼルの奴隷商人に売られ、邪眼の伯爵に買われたのちに黒の貴公子の次の体に選ばれる。
ライザ
声 - 吉岡茉祐
ローラントのアマゾネスの副隊長。ローラント陥落後は漁港パロの酒場でウェイトレスになりすまして偵察を行いつつ、リースに代わってアマゾネスの生き残りをまとめている。
『TRIALS of MANA』では他のアマゾネスと衣装が違っている。
『聖剣伝説 VISIONS of MANA』にはライザと呼ばれる同性同名の人物が登場しており、胸のあたりにホクロがあるのも共通している。
アルマ
声 - 竹内恵美子
リースとエリオットの乳母。グラフィックは老婆の姿だが、『HEROES of MANA』によって『3』の時点で若いことが判明。かつてはローラントでも高い実力をもったワルキューレであり、ジョスターに恋い焦がれていた一方で、ミネルバの存在により身を引いていた。
『TRIALS of MANA』では眠そうな目をした中年女性として描かれており、髪の色も『HEROES of MANA』のデザインに準じている。
じい
声 - 栗津貴嗣
子守役。作戦会議で、ローラント城奪還のため賢者ドン・ペリの知恵を借りることを提案する。
メルシー
声 - 表記無し
ボン・ボヤジの従妹であり、彼女の大砲でローラント-バイゼル間を飛ぶ。
ミネルバ
声 - 西田望見
リースとエリオットの母。エリオットを出産後に帰らぬ人となった。

### 花畑の国ディオール
妖精王
声 - 永野善一
ディオール国王でエルフ族の長。シャルロットの母方の祖父。シャルロットの両親であるリロイとシェーラの「人間とエルフの禁断の恋」に関しては双方の命を大きく削ることから光の司祭とともに婚姻に反対し、彼らがディオールに駆け落ちした際には説得を試みようと考えたが、とても幸せそうに暮らす二人の姿を見て諦めた経緯をもつ。
シャルロットが誕生と同時に二人が死去したときは、光の司祭にシャルロットを託し、二度とこのような悲劇が起こらないことを願ってディオールを人間界から隔離した。その際に生まれたシャルロットを今でも気にかけている。
リロイ
声 - 近藤隆
光の司祭の息子であり、シャルロットの実父。光の司祭と妖精王からは呪法により命が削られることから結婚を猛反対されたが、「命よりも大事なものがある」としてディオールに駆け落ちし、結婚した。しかし、シェーラの人間に変身する呪法の後遺症を受けて、シャルロットが誕生すると間もなく他界した。ディオールの入口には彼とシェーラの墓がある。
リメイク版の追加エピソードでは、呪法の触媒として用いた「希望のオーブ」に生命力を吸われて死亡したことが判明した。シャルロットの手にオーブが渡ったとき、残された生命力がリロイとシェーラの姿をかたどって現れ、わずかな時間だけ娘との再会を果たす。
シェーラ
声 - 北原沙弥香
妖精王の娘でシャルロットの実母。人間のリロイに恋するが、寿命の違いから父に反対されたため禁断の呪法を使い人間の姿になることで結ばれた。しかし、夫とともに呪法の後遺症を受け、シャルロット誕生と同時に他界。しかし、彼女も夫も決して後悔だけはしなかった。

### 精霊
すべて前作と同名ながら、性格面ではより個性豊かになっている。
ノーム
声 - 金光宣明
地を司る精霊。呑気な中年男性のような性格で、女の子に弱く、よく笑っている。
ウンディーネ
声 - 菅沼千紗
水を司る精霊。人情話に弱く、関西弁調の言葉で話す。
サラマンダー
声 - 永野善一
火を司る精霊。属性に違わず熱く荒々しい性格。
ジン
声 - 伊東健人
風を司る精霊。語尾に「ダスー」と付けてしゃべる、のんびりした性格。主人公たちをご主人様と呼ぶ。
ドリアード
声 - 木野日菜
木を司る精霊。気弱で自信なさげだが、秘められたマナの力は8精霊中最大。
ルナ
声 - 西田望見
月を司る精霊。穏やかな女性のような物腰で、花が好き。
ウィル・オ・ウィスプ
声 - 小島幸子
光を司る精霊。最初に仲間になる。語尾に「ッス」と付けるのが口癖。
シェイド
声 - 伊東健人
闇を司る精霊。精霊の中では寡黙で抑揚がなく、静かな貫禄を漂わせている。

### 邪悪なる者たち
本作の主な敵となる三つの敵対組織。選択した主人公と因縁のある組織が最終的な敵となり、残りの二つの組織は敗北して退場する。いずれもマナの剣を手中に収め、神獣の力を得ることで世界の実権を握ろうとしている。

#### ドラゴンズホール
ドラゴンの皇帝である竜帝を指導者とする者たち。圧倒的な力で世界の支配しようと活動する。主人公にデュランかアンジェラを選択した場合、最終的な敵対勢力となる。
紅蓮の魔導師
声 - 中村悠一 / 北沢力（LoV）
紅蓮のマントに身を包んだアルテナ出身の魔導師。年齢20歳。身長178cm。体重62kg。
理の女王の右腕であり軍の実権を握る指揮官。また兵士たちに魔法の指導も行っている。アルテナが極寒に閉ざされるのを防ぐという名目で軍を動かし、マナの剣を求める。
かつてはまったく魔法が使えない落ちこぼれの術士で、いたたまれなさからアルテナから逃げるように旅立だった。その道中で立ち寄ったドラゴンズホールで竜帝の死体を発見し、精神体となった竜帝からの「自分の復活のために命の半分を捧げることと引き換えに力を授ける」という取引を受け入れ、理の女王をもしのぐ強力な闇の魔力を授かった。帰国後にアルテナで権力を握ってからは、アンジェラに対して慇懃無礼な態度を取っているため快く思われていない。フォルセナの騎士たちが紅蓮の魔導師の名を知っていたことから魔導師としてはそれなりに名が知れ渡っているようである。
物語の冒頭にて単身フォルセナに侵入し、城壁の見張りに当たっていた兵士たちを虐殺。立ち向かって来たデュランもたやすくねじ伏せ、とどめを刺そうとしたが騒ぎになったため撤退する。このためデュランには倒すべき目標として見られることとなる。
その後、部下を率いてフォルセナに二度目の襲撃をしかける。英雄王の動きを魔法で封じ、仕留めようとしたが主人公たちに邪魔されたため撤退する。しばらくは彼に代わって黒曜の騎士がマナストーンの解放に動き、聖域へのトビラが開くと空中要塞ギガンテスを用いて突入を開始。トビラの真下にいた主人公たちに二度も砲撃を加え、勝ち誇りながら聖域への侵入を果たす。
主人公がデュランかアンジェラの場合、ドラゴンズホール最深部にて決着をつけることとなる。
敗北後は、自分の寿命が間もないことと絶対だと考えていた闇の魔力が敗れたことにより、みずからの魔法によって自害を決意。その直前にデュラン（アンジェラ）から生きるように告げられるが、聞き入れることはなく最期に感謝の言葉だけを述べて自身にダークフォースの魔法を掛けて消滅する。その結末はフェアリーからも同情され、闇の魔力が彼を狂わせたのだと語られる。
なお、本作で彼の本名は明らかにされていないが、聖剣伝説シリーズのクロスオーバー作品『聖剣伝説 ECHOES of MANA』では、シーズン2第2章「魔法が統べる王国の実」（舞台は紅蓮の魔導師が、竜帝と出会う以前のアルテナ）において「紅蓮の魔導師」となる前の落ちこぼれの姿で登場し、そこで「フランマ」という名前が明かされた。性格も気弱な優男であり、魔法が使えない点を同僚のアルテナ兵に馬鹿にされているところを、アンジェラに庇われる場面も描かれた。また、アンジェラはフランマを「友達」、フランマはアンジェラを「仕えるべき王女（章の最後では友達）」と捉えており、2人の関係性は良好であったことが描かれている。
黒耀の騎士
声 - 森田了介
紅蓮の魔導師とともに竜帝に仕える黒甲冑の騎士。凄まじい剣技の使い手。デュランには身に覚えがないが、彼と浅からぬ因縁がある。その正体は、デュランの父親「黄金の騎士ロキ」。竜帝の闇の魔力で動く人形にされ、さらには呪いによって心を暗黒に染められている。剣士の闇クラスすべての必殺技を使用する。ドラゴンズホール入り口にて一行を待ち受け、死闘の末に討ち取られる。このとき、パーティーにデュランがいる場合は本来の自分を取り戻し、成長した息子に感謝の言葉を告げる。。
竜帝
声 - 勝杏里
ガラスの砂漠にいるドラゴン族の帝王。主人公にデュランかアンジェラを選択した場合、ラストボスとなる。外見は細面の中年男性だが、非常に高い戦闘力と強大な闇の魔力を持ち、人間以上の知能を備えているとされている存在。
12年前ドラゴン族を率いて第二の世界大戦を引き起こし、古の都ペダンを滅ぼすなど世界中に戦乱をまき散らした。しかし、本拠地ドラゴンズホールでフェアリーとロキの捨て身の攻撃で相討ちになり死亡。ともに底知れぬ崖の下へと落ちていった。しかし精神はまだ生きており、紅蓮の魔導師との「命を半分もらう代わりに闇の魔力を授ける」という取引により復活した。だが人間の半分の命では完全復活にはあまりにもほど遠いため、神獣の力をすべて吸収することで一気に完全復活をもくろむ。自身の圧倒的な力による殺戮と破壊、そして闇が支配する世界を作り出すことを望んでいる。
ラストバトルでは本来の姿である、画面に収まりきらないほどの巨大な竜へと変わる。
ヒュージドラゴン（竜帝）
マナの剣を取り込んだことで見上げるほどに巨大なドラゴンとなった竜帝の姿。神を超えた存在「超神（ちょうしん）」を自称し、誰も敵う者はいないと豪語する。

#### ミラージュパレス
禁忌の魔術を極めた仮面の道士を指導者とする者たち。すべての命に死の裁きを与え、アンデッドとすることで統べ世界征服をもくろむ。主人公にケヴィンかシャルロットを選択した場合、最終的な敵対勢力となる。
死を喰らう男
声 - 杉田智和 / 北沢力（LoV）
道化師の格好をした、人の魂を喰らう妖魔。言動は道化的だが、性格は残忍で狡猾、慇懃無礼。普段は敬語だが突然乱暴な口調になったり、おネエ言葉になったりと統一性がない。
ビーストキングダムの獣人王に取り入り、世界規模のマナ変動による混乱を利用しての人間への復讐、ウェンデルへの進軍をそそのかす。フェアリーからはすごく邪悪な感じがしたとして警戒される。仮面の道士が世界を制せば、世界が死者であふれて自分の腹を満たす大量の魂が生じるだろうという魂胆で協力しており、仮面の道士が使用する禁断の呪法に必要な魂を集めているが、所々でその一部を横取りしている。このことが露見すると殺されてしまうらしく、仮面の道士を非常に恐れているような描写も確認できる。それと同時に、8神獣の力を取り込んだ仮面の道士がどんな化け物になるのか期待する一面を見せる。中盤では、ビーストキングダムによるマナの聖域侵攻の際には彼がほかの獣人たちを率いるかたちで侵攻している。
「ミラージュパレスでも一番の使い手」を自称しており、実際にケヴィンの動きを一瞬で封じる、不意打ちとはいえヒースを一撃で倒すなど実力はあるようだが、主人公たちに敗れたルガーを見捨ててさっさと逃げるなど根は臆病者。終盤で戦う場合は、姿を消して主人公たちを殺す機会をうかがっており、徹底して自分に有利な状況でしか戦おうとしない。
主人公がケヴィンかシャルロット以外である場合の具体的な消息は不明。聖域で勝者となった組織に伝令役としてこき使われ、機会を見て逃げだそうとしていることを一行に明かしている。
戦闘時は鎌を武器にし、即死魔法を使う。さらに2体の分身を呼び出す。勝っても完全に倒すことはできず、いつかまたどこかで会うかもしれないと不気味な笑みを残して姿を消す。
堕ちた聖者
声 - 山下大輝
死を喰らう男に攫われた神官ヒースが、仮面の道士の呪いにより闇に染められアンデッドに堕ちた姿。シャルロットを始めに自身の過去に関する記憶は失われ、仮面の道士のために動く駒として付き従う。
実は仮面の道士は彼の父であり、ヒースの心が堕ちた裏には、仮面の道士をもとの優しかった父に戻してあげたいという願いがあった。リースのように召喚魔法を使いこなす。死を喰らう男からは「ミラージュパレスでも2番目の使い手」と言われている。
主人公がケヴィンかシャルロットの場合、ミラージュパレスの最奥部にて決着をつけることとなる。
敗北と同時に一時的に正気を取り戻し、主人公たちに仮面の道士の正体と過去を語る。そして父を倒し、この世界を闇から救ってほしいと告げ、自身にホーリーボールの魔法をかけて呪われた肉体を消滅させる。その後、幻影となって光の司祭の前に現れ呪いを解くも、ヒースの魂は呪縛から解放されず闇の中をさまよい続けていた。だがエンディングでは、マナの女神がフェアリーだったころの命を授けたことで心身ともに救われ、もとの人間としてシャルロットと再会を果たす。
主人公がケヴィンかシャルロット以外で、かつシャルロットがパーティーにいる場合は、仮面の道士の支配下からは解放されるが、自分が誰なのかを認識できなくなり、そのままどこかへ消えていったことが死を喰らう男から語られる。エンディングでは光の司祭の病を治すために幻影となって現れ、禁呪を用いて命と引き換えに治療したことが判明する。直後に悲しみに暮れるシャルロットの前に現れ、マナの女神がフェアリーだった頃の命を授けて生き返らせてくれたと語り再会を果たす。シャルロットがパーティーにいない場合のみ復活はしない。
仮面の道士 / ベルガー
声 - 武虎
52歳。仮面で素顔を隠した男。その正体は、かつて光の司祭と共にウェンデルを統治していた闇の神官であり、ヒースの父ベルガー。主人公にケヴィンかシャルロットを選択した場合、ラストボスとなる。一人称が「ワシ」の老人風の口調をするが、ダークリッチに変身した際は尊大な言動となり一人称に「私」を使うようになる。
本来はとても心優しい男で、ウェンデルを訪れた光の魔法では治癒できない不治の病に侵された少女を助けてあげたいとの一心で、禁呪である「転生の秘法」を研究していたが、禁呪を解読した時には一足遅く少女を助けることは叶わず、さらに禁呪を研究した罪で聖都から追放された。禁呪の闇の呪いで顔は醜く歪み、その顔を隠すために仮面を被っている。やがてその呪いによって精神さえも歪み、人間界を死の世界に変えるためにみずからに「転生の秘法」を施し不死身の怪物「ダークリッチ」と化す。このためすでに人ではなく、現在の姿も仮面によって憎悪を抑え込み、ダークリッチとしての力と姿を封印しているに過ぎない。マナの剣を利用して神獣の力を取り込み、その暁に仮面を取り外し真の力と姿を解放する。
自身を追放した者たちに死の裁きを与えて復讐を果たそうとしており、それを終えたあとは世界の全生命をアンデッドにし、その統括者となることで「神」になることをもうろんでいる。
『HEROES of MANA』では、闇の神官だったころの姿が登場。心優しさとともに強い責任感を持ち、それゆえに手段を選ばない人物であったことが判明した。
ダークリッチ
「転生の秘法」によって生まれ変わった仮面の道士の真の姿。「死を超えた存在」を自称し、不死という特性まで得ている。ローブを纏った上半身のみの髑髏の怪物。
『聖剣伝説2』にも、敵の黒幕の正体として同名のモンスターが登場する。

#### ダークキャッスル
魔界の新王である黒の貴公子を指導者とする者たち。地上を新たな魔界へと作り変え、新魔界の支配者をもくろむ。主人公にホークアイかリースを選択した場合、最終的な敵対勢力となる。
美獣イザベラ
声 - 南條愛乃 / 慶長佑香（LoV）
黒の貴公子に忠誠を誓う魔界の住人で、目的のためなら何者をも利用する。普段は美しい女性の姿を取るが、真の姿はその名の通り美しい銀色の体毛を持った獣。戦闘時、ときおり子猫のような姿になり攻撃してこなくなる。ナバールの頭目フレイムカーンと息子のイーグルを操ってホークアイにけしかけ死に至らしめた。その後、事実を知るホークアイは脱走したため邪魔者はいなくなり、ナバールを手中に納めた。その後、風の王国ローラントを攻め落としリースの父ジョスター王を殺害。そのためホークアイからは親友の仇であり、リースには父の仇として見られている。黒の貴公子を「私の全て」と告げるほど愛しており、闇と絶望に染まった彼の心を救いたいと考えていた。最後の戦いに敗れたあとは、「一人の女として一人の男を救ってあげたかった」という本心を主人公たちにを明かし息絶える。パーティーにホークアイかリースがいる場合は、彼女を倒したあとで仲間の敵討ちを終えたことを独白するイベントが追加される。主人公がホークアイかリース以外の場合、マナの聖域を掌握できず黒の貴公子の復活ができなくなったため、なおもマナの剣を欲する邪眼の伯爵を殺害し、黒の貴公子の面目を保つことで彼への愛を貫く。黒の貴公子の次の体としてリースの弟エリオットを使おうとしたが、黒の貴公子を復活させることができなくなったためエリオットを無傷でローラントに送り返すなど一概に悪人とは言えない部分もある。
邪眼の伯爵
声 - 内匠靖明
赤い目と蒼白の肌が特徴的な、吸血鬼を思わせる魔界の住人。かつて自身らを豊かな地上から追い落とし、闇の世界（魔界）に封じ込めたマナの女神を激しく憎悪している。人間を現世から一掃し、新たな魔界として魔物たちの千年王国を築き上げるという黒の貴公子に同調して従っている。戦闘時はブラッディウルフとカーミラクイーンを従えている。
ナバールの城塞にいながら聖域のトビラが開かれたのを察知するなど不可思議な力をもつ。
ホークアイとリースが主人公の場合は闇の神獣撃破後に「暗闇の洞窟」で魔界の目的を話したあと、用済みとなった主人公たちを排除するために襲い掛かってくる。敗北した際には、自分が負けたことに驚愕しながら消滅する。
主人公がホークアイかリース以外のとき、他勢力に敗北し黒の貴公子が死んだあともマナの剣を奪い魔界を開こうとするが、黒の貴公子を慕う美獣によって殺害される。ホークアイかリースが主人公のときは一行の前に立ち塞がり、直接対決となる。その際に、かつて魔界の住人はマナの女神によって魔界へと封印されたことを語り、復讐のために行動していたことを明かす。戦闘では姿を消したり、瞬間移動したりなどトリッキーな動きを披露する。
黒の貴公子
声 - 近藤隆
魔界の王子。主人公にホークアイかリースを選択した場合、ラストボスとなる。
かつて「光の城」と呼ばれていたころのダークキャッスルの王子として生誕したが、「国を滅ぼすと予言されていた運命の王子」として生後すぐに地下牢に幽閉されていた。やがて心が闇と絶望に染まったところを、その特異な素質を魔界の王に後継者として目をつけられ、魔界の力を与えられる。その力で国を滅ぼしたことで予言が実現することとなった。以後は光の城を闇の城「ダークキャッスル」と化し、魔界の拠点にすると今度は自ら神になろうと画策。力を与えてくれた魔王を自らの手で殺害し、名実ともに魔界の王となる。別次元に失われた闇のマナストーンを魔界から召喚したために一度命を落とすが、マナの剣により復活し、苦い記憶のある体を捨てエリオットの体へと移ろうと目論む。
美獣いわく黒の貴公子の心は未だに暗く闇に閉ざされたままとのことで、黒の貴公子に献身的に仕えていた美獣のことは何とも思っておらず、彼女の最期を知った際は自身の復活に貢献した功績をあったにもかかわらず、「使えないヤツ」「あんな女の一人や二人はただの捨て駒」と吐き捨てる。それどころか、主人公たちの方が使えそうだと言って配下に勧誘してくる。
アークデーモン
下半身を巨大な外殻に変質させた決戦形態。「魔界と人間界と聖域を統べる3界の王」を自称し、ほかの2体の最終ボスとは違い、戦闘BGMが変化するタイミングでより怪物らしい第2形態に移行する。肉体を石化して一定時間物理攻撃を無効化するなど、3大ボス内では特に長期戦を強いられる戦法を駆使する。
なお、エリオットの肉体は戦いの最中フェアリーによって助け出され、憑依される前に地上へと送られる。

#### 神獣
太古の時代に世界を危機に陥れた存在で、現在はマナの女神によって8つに分けられ、8つのマナストーンに封印されている。しかし物語終盤にマナストーンが破壊されて封印が解けたことで復活する。それぞれの属性の災厄を体現した姿をしている。すべての。すべての神獣がひとつになったとき、世界は滅びると言われている。黒幕の狙いは主人公たちに神獣を倒させ、その負の力をマナの剣に集約させることで神獣の最終形態の力を手にすることにある。
ザン・ビエ
火の神獣。ファ・ザード大陸南部の「火炎の谷」の火のマナストーンから復活する。全身が炎で包まれ、角が生えた鳥のような頭部を火の玉が取り囲む姿をしており、炎の竜巻のような姿などに形状を変化させる。また、マグマだまりも本体の一部である。
フィーグムンド
水の神獣。ウィンテッド大陸南西部の「氷壁の迷宮」の水のマナストーンから復活する。鰭を備えた爬虫類のような姿をしており、ときおり、氷床の裏側へ移動してヤモリのように張り付く。またクモのように糸を発射してくる。
ランドアンバー
土の神獣。古代神により土塊から作られた魔法生物で、ファ・ザード大陸北中部の「宝石の谷ドリアン」の土のマナストーンから復活する。機械もしくはロボットのような姿をしており、下部に露出したオレンジ色の核のようなものや巨大な両腕が特徴的である。
ダンガード
風の神獣。ファ・ザード大陸東部の「風の回廊」の風のマナストーンから復活する。世界中の上空を飛行しており、風の回廊からフラミーに乗って空中で戦闘を行うことになる。左右違う色の、長い首の鳥の頭が二つに、ライオンのような胴体と竜のような翼をもった鳥獣の形態をしている。
ドラン
月の神獣。ファ・ザート大陸中西部の「月読みの塔」の月のマナストーンから復活する。パーティー全員が混乱する「スパイラルムーン」を使う。その体躯は月読みの塔よりも巨大で、大きな角が生えた頭部に鋭い牙と爪を備えた白い野獣のような外見をしている。
ミスポルム
木の神獣。ウィンテッド大陸東部の「ワンダーの樹海」の木のマナストーンから復活する。ジャックランタンのような姿をしている。本体は移動せず、左右に備えた触手を振り回す。触手の先端には頭部がついている。かぼちゃのような顔部分は技を出すまえに表情や色が変化するのが特徴的である。
ライトゲイザー
光の神獣。ファ・ザード大陸中部の「光の古代遺跡」光のマナストーンから復活する。脳のような紫色の球体の中央に大きな目がひとつある外見をしている。空中を浮遊しているが、時折、跳躍やテレポーテーションで移動する。また、身体の色を変化させることもある。
ゼーブル・ファー
闇の神獣。闇のマナストーンにたどり着いた直後、主人公たちの前で復活する。マナストーンの場所は主人公によって異なり、ストーリー上必ず最後に戦うことになる神獣である。左右に道化師のような男性の顔、中央に本体である女性のような顔という三位一体の外見をしている。かつてマナストーンのエネルギーを奪い合っていた時代に闇の魔物が世界情勢に付け込んで発生した一度目の世界大戦で闇の力が増大し、一度だけ封印が解けて蘇ったといわれており、闇の神獣と魔物たちは世界を滅亡寸前まで荒廃させたとされる。しかしあるとき魔物もろとも突如消失したとされ、フォルセナの図書館でも唯一の名前だけが記されていない。
前述のようにマナの女神によって闇の軍勢ごと魔界に隔離され、再びマナストーンに戻っていた。しかし、黒の貴公子がみずからの命を代償に魔界から闇のマナストーンを召還したことで復活する。

### その他
ボン・ボヤジ
声 - 三宅健太
自称錬金術師。みずから発明した大砲を交通手段として用いた「キャノントラベル」を開設する。ドワーフの「ニトロの火薬」を使った大砲で主人公たちを飛ばし、遠くの場所に移動させることができる。大砲に名前を付けているようだが、呼ぶ度に名前が変わる。いい加減かつ無責任であり記憶力が低く、主人公たちに「ニトロの火薬」をもって来るように話したことを忘れていた。
親族は、同居している妹ボン・ソワール、瓜二つの外見をもつ弟のボン・ジュール、従妹のメルシー（ローラントのアマゾネス）がいる。本人も含め身内全員の名前がフランス語の挨拶を捩ったものである。
ボン・ソワール以外の面々は大砲で主人公たちを飛ばしてサポートしてくれる。
賢者ドン・ペリ
声 - 金光宣明
小人の種族・コロボックルの賢者。世界大戦時に、リチャード王子に策を授けて勝利に導いた奇跡の戦術家。本来コロボックルは人間を嫌うが、主人公にフェアリーが取り憑いていることを知って世界の危機を感じ、主人公たちに協力する。
ブースカブー
火山島ブッカにいる巨大なカメのような姿の幻獣。フォルセナの秘宝「ぴーひゃら笛」で呼び出せる。ダークプリーストから「海のヌシ」と呼ばれ崇められている。本来は人に心を許さないので近付くのは危険。ブッカ噴火に際して主人公たちを救出し、マイアの浜辺へ送り届けた後は、主人公たちに協力する。英雄王いわく「フェアリーが憑いているから協力的なのでは」とされている。
フラミー
マナの女神がつかわした「翼あるものの父」と呼ばれる山と空の守護精霊。名前とは裏腹に種族的には小さな女の子。「フラミー」とはリースが名付けたもので、彼女がいない場合はフェアリーが名付ける。マナの女神がもつ「風のたいこ」で呼び出せる。
ワッツ
声 - 武虎
ドワーフ。ニトロの火薬を5000ルクか3000ルクで売ってくれる。
チキチータ
声 - 栗津貴嗣
ニキータの遠縁にあたる猫族の男。ジョセフィーヌとともに行商をしている。
ジョセフィーヌ
声 - 西田望見
かつてニキータの恋人だった猫族の女性。破局後もニキータのことを愛している様子だが、根っからの商売人でもあり商魂たくましい。神獣を4体以上倒したあとに話しかけると、ペダンに強い武器防具が売られているという話をしてくれる。
マタロー
声 - 小宮逸人
バイゼルの住む幽霊マニアの青年。噂の幽霊船に乗ったことで呪いに掛かり、念願の幽霊となる。その喜びを主人公にも伝えるため呪いを押し付け、自分は満足していたのでさっさとバイゼルに帰郷する。その後は珍獣マニアを名乗るようになる。
チチ
声 - 青山吉能
エルランドに住む女の子。雪原で倒れていたアンジェラを母とともに保護する。母にじゃれつくその姿は、実母に殺されかけたアンジェラに影を落とす。
影（ゴーヴァ）
声 - 中村悠一
幽霊船のボス。生者を亡者に変える幽霊船の呪いの元凶たる存在。同じく呪いによってシェイドの魂を封じていた。この幽霊船はシェイドの魂が変化したものであり、ゴーヴァ＝シェイドというわけではない。モンスター系のボスキャラクターの中では唯一人語を発する。
グラン・クロワ
声 - 内匠靖明
『TRIALS of MANA』に登場。かつて大魔導師と呼ばれた男。自身のすべての知識を一冊の本にまとめ、すでにこの世を去っている。アニスとはただならぬ因縁があるようだが詳細は不明。アニスの目覚めとともに本に宿るかたちで意識を取り戻す。
自身の声が聞こえる主人公たちに打倒アニスを託し、かつて生み出した究極のクラスチェンジ「クラス4」へ至る道を示す。
なお、オリジナルのSFC版においても、フォルセナの図書館にあるクラスチェンジに関する本の中に、グラン・クロワの名前だけは確認することができる。
大魔女アニス
声 - 小島幸子
『TRIALS of MANA』に登場。古の魔女と呼ばれる悪しき存在。マナの女神あるところに偏在し、理由は不明だがマナの女神とその庇護下にある世界へ並々ならぬ憎悪をもち、魔界への扉を開いてすべてを滅ぼそうとしている。
本作の前日譚にあたる『聖剣伝説 HEROES of MANA』にも事件の元凶としてその名前が登場している。
『聖剣伝説4』には大樹の巫女アニスが登場しており、さらには『聖剣伝説 LEGEND OF MANA』の設定にも大魔女アニスの表記があるが、本作との関連性は不明。
アニスドラゴン
アニスの真の姿。

## 音楽
前作に引き続いて、作中のBGMは菊田裕樹が担当。『オリジナル・サウンド・ヴァージョン』と銘打たれた、3枚組・全60曲収録のサウンドトラックがポリスターより1995年8月25日に発売されている。2004年10月1日には前作の『聖剣伝説2 オリジナル・サウンド・ヴァージョン』を含めたスクウェア系ゲームのサウンドトラックと共に再発されている。
菊田が「変だけど格好いいモノを目指した」と語ったとおり、あえて電子楽器ではなく、少ない同時発音数でも音が厚く聞こえるアコースティック楽器をベースにして作られている。前作の『聖剣伝説2』では、音数を増やすため音源をSEチャンネルまで使用した結果、ゲーム中にアクションを起こし続けているとSEによってBGMの音割れを起こすという不具合があった。そのため、今作ではそれを防ぐため音の数では前作より減らされている。

## スタッフ
- ディレクター：田中弘道
- ゲームデザインのディレクター、キャラクター・デザイン：石井浩一
- ゲーム・デザイナー
  - バトル：大橋悟朗、坂本優子
  - マップ：藤田司、鈴木和巨海、桑田浩之
- グラフィックデザイナー
  - BG・グラフィック・デザイン：津田幸治、松尾隆美、高橋徹也、大印健生、池田博幸
  - キャラクター・グラフィック・デザイン：亀岡慎一、迫田充人
  - エフェクト・マップ・グラフィック・デザイン：高井慎太郎
  - モンスター・グラフィック・デザイン：佐々木倫子、石塚好
  - ボス・モンスター・グラフィック・デザイン：成島博之、大川和宏、塩田雄一
  - マップ・デザイン：毛塚英俊
- プログラマー：吉枝悟、村田琢、斉藤正明、宮川義之、小方悟史、鈴木秀典、守屋俊、鈴木和夫
- ミュージック：菊田裕樹
- サウンド・デザイナー：菅原輝明、弘田佳孝、三留一純、嶺川千春、泉浩宣
- エグゼクティブ・プロデューサー：水野哲夫
- プロデューサー：鶴園哲久
- キャラクター・イラスト：結城信輝
- ワールド・マップ・イラスト：磯野宏夫

## 評価
ゲーム誌『ファミコン通信』の「クロスレビュー」では、8・8・8・5の合計31点（満40点）でシルバー殿堂を獲得、『ファミリーコンピュータMagazine』の読者投票による「ゲーム通信簿」での評価は以下の通り、25.7点（満30点）となっている。
| 項目 | キャラクタ | 音楽 | お買得度 | 操作性 | 熱中度 | オリジナリティ | 総合 |
| 得点 | 4.6        | 4.5  | 3.9      | 4.0    | 4.4    | 4.3            | 25.7 |

## 聖剣伝説3 TRIALS of MANA
2020年4月24日、PlayStation 4、Nintendo Switch、PC（Steam）発売。開発元はxeen。本作のフルリメイク作で、グラフィックやシステムが最新ハード向けにブラッシュアップされている。
2021年7月15日、iOS/Android版発売、そちらはオートターゲットとオート操作が実装されている。2024年9月26日、Xbox Series X/S、PC（Microsoft Store）版が発売。

### SFC版との差異
- 視点はSFC版の俯瞰視点から3Dグラフィックによるサードパーソン視点に変更（一部俯瞰視点のフィールドがある）。
- キャラクターステータスのカスタム化や一部コマンドのショートカット登録の実装、魔法、必殺技も含め戦闘でのほぼシームレスな挙動、ジャンプや強弱攻撃、範囲攻撃、緊急回避などのアクション性を強化したほか各キャラクターのフルボイスも実装[21][22]。
- ステータス「すばやさ」「たいりょく」が削除。「守」が追加。
- 新たな装備要素として「アビリティ」が追加。レベルアップ時に貰えるアビリティポイントを使用して取得する。また、パーティ全員が装備できる「リンクアビリティ」も存在し、こちらは作中で登場するキャラクターとの交流などで習得する。
- くろこげやクリティカルなどのステータスが追加。
- 主人公の名前変更が不可となった。
- 主人公以外の仲間2名加入時に、そのキャラクターの序盤をプレイすることが可能となった（主人公選択時の第一キャラクターと同等の内容。ダイジェスト化かつスキップも可能。またプレイした場合の持ち物・経験値などは引き継がれない）。
- クリア後、そのセーブデータをロードするとラストボス撃破前の状態に戻され、別エピソード（第七章）による冒険が挿入される（無視してラストボスと再戦することも可能たが、強さなどは一切変化がない）。その過程でSFC版で存在のみ一部で語られていたクラス4へのクラスチェンジのためのアイテムが入手できる。別エピソードをクリアすると強くてニューゲームができるようになった。
  - なお、セーブデータの一覧画面において、メインストーリーのクリアデータはセーブ場所の横に☆一つ、別エピソードのクリアデータ（強くてニューゲーム対象）は同じく☆☆二つが付与されている。強くてニューゲームで開始したデータはその文字が金色になっている。
- 新アイテム「女神の天秤」を使用することでクラスリセットが可能になり、クラス1に戻せるようになった。
- フィールドが広くなり、画面切り替えが大幅に減少。
  - それに伴い戦闘は敵のグループ毎に範囲が定められ、その範囲内に入りかつ敵に感知されると戦闘が開始される（通常の敵であれば、範囲内に入り気づかれる前に攻撃を開始することも状況次第で可能）。戦闘途中に範囲の端まで行くと黄色または赤色のラインが表示され、黄色の場合は外側へ向かって進行を進めようとしたまま敵からの攻撃を受けず一定時間経過すると戦闘を離脱できるが、赤色の場合は敵グループを倒すまで離脱不可（ボス戦、ストーリー上のイベントバトル、罠など。これに伴い、SFC版における「閉じ込められた」演出は廃止）。
- 世界各地に「サボテン君」が出現。発見した数に応じて、ショップでの割引・宿屋無料などの特典が得られるようになる。発見数は前述の強くてニューゲームで引き継ぎ可能。
- 種を使用することでアイテムを輩出する、植木鉢にレベルを追加。何度も種を植えることで植木鉢の経験値が上昇し、レベルを上げることで種から良いアイテムが出現しやすくなり、敵から種アイテムのドロップ率が上昇するなどの特典が得られる。
  - 一部の種アイテム（武器防具、魔法、飛び道具、ふしぎな）は廃止し、これらから出現したアイテムはアイテムの種と、新たに追加された3種のアイテムの種（銀色・金色・虹色）から出現するように変更された。
- 難易度を選択できるようになった。ゲーム発売当初は「ハード」・「ノーマル」・「イージー」・「ベリーイージー」の4種類の難易度から選択でき、ベリーイージーでは全滅してもその場で復活することが可能であり、他3種類はさほど大差ない難易度となっていた。
  - 発売から約半年後の2020年10月14日にゲームのアップデートが行われ、新たに「ノーフューチャー」・「ベリーハード」の2種類の難易度が追加された。従来の難易度とは桁違いで、とりわけノーフューチャーは使用可能なアビリティやアイテム数に制限が設けられたり、敵の強さも大幅に上がるなどクリアが相当困難となっているが、アイコンが赤色のクラス4専用の最強装備が入手可能（入手後は強くてニューゲームの他難易度でも使用可能）、隠しシナリオまでクリアすると特殊なアイテムが手に入るといった特典がある。ノーフューチャーでセーブしたデータはその文字が赤色になっている。
- 進行方向のフィールド切替ポイントあるいは会話必須の人物、イベント発生地点などにアイコンが表示されるようになり、それに従ってプレイすることでストーリーをスムーズに進行することができるようになった（ただし、あえてアイコンを非表示にして進行方向をプレイヤーの推理に委ねるエリアがある。他にもそのアイコンの場所に辿り着くまでにギミックなどの攻略が必要だったり、アイコンがあることで逆に混乱を招くエリアもある）。
- 重要アイテムや精霊を使って進めるイベントは所持済・契約済の場合自動で進むようになった（ちびっこハンマーなどはイベントアイテム扱いとなりリングコマンドでアイテムとして使用できない）。
- 一部矛盾した会話を修正。
- 特定のキャラクターを主人公にしている場合のみ挑むことができた、裏ボスとの戦闘が全キャラクター可能となった。
- BGMは、リメイク版とオリジナル（SFC）版を切替可能。また、一部BGMが変更されている（例：タイトル画面『Closed garden』→『Meridian Child』、序盤のジャド脱出シーン『Walls and Steels』→『Nuclear Fusion』など）。また、宿屋に泊まったときにSEは流れない。

## 舞台版
『聖剣伝説3 TRIALS of MANA THE STAGE』のタイトルで、2025年3月7日 - 16日に東京都のサンシャイン劇場、4月4日 - 6日に大阪府のCOOL JAPAN PARK OSAKA TTホールで上演された。

### キャスト
- デュラン - 小笠原海（超特急）[23]
- ケヴィン - 青柳塁斗[24]
- アンジェラ - 飯窪春菜[24]
- リース - 礒部花凜[24]
- ホークアイ - 阿久根温世（ICEx）[24]
- シャルロット - 宮崎あみさ[24]
- 理の女王 - 最上もが[24]
- 紅蓮の魔導師 - 高尾颯斗（ONE N' ONLY）[24]
- 獣人王 - 桜庭大翔[24]
- 美獣イザベラ - 野本ほたる[24]
- ヒース - 山本龍人（ICEx）[24]
- 英雄王 / リチャード - 石坂勇[24]
- 黒耀の騎士 / ロキ - 高木トモユキ[24]
- 死を喰らう男 - 原西孝幸（FUJIWARA）[24]
- 竜帝 - 合田雅吏[24]

### スタッフ
- 原作：『聖剣伝説3 TRIALS of MANA』（スクウェア・エニックス）[23]
- 脚本・演出：松多壱岱[23]
- 音楽：菊田裕樹[23]

## 雑記
本作の発売前キャンペーンとしてオリジナルGショックや主人公6人のオリジナルテレカのプレゼントがあった。
集英社からVジャンプ緊急増刊として本作の特別号が発売される予定だったが、本作発売直前の号で発売中止となっている。
雑誌掲載初期のゲーム画面ではフェアリーやNPCのグラフィックが製品版と異なるものがある。またウィル・オ・ウィスプの口調が前作同様になっているものも存在した。
月属性の魔法「エナジーボール」はクリティカル率を上げる魔法と表記があるが、本作ではクリティカルのシステムが実装されていないため全く効果の無い魔法となってしまっている（リメイク版で改善）。

## 他作品とのコラボレーション
LORD of VERMILION III
2013年8月22日 / 2015年9月10日（リース）
紅蓮の魔導師、美獣イザベラ、死を喰らう男が登場。2015年9月にはリースが登場。
LORD of VERMILION ARENA
2015年6月5日（リース） / 2015年8月26日
リース、シャルロット、ホークアイが登場。
ブレイブリーアーカイブ ディーズレポート
2015年10月
デュラン、アンジェラ、ケヴィン、シャルロット、ホークアイ、リース、美獣イザベラが登場。
チェインクロニクル
2015年11月26日
デュラン、アンジェラ、ケヴィン、シャルロット、ホークアイ、リースが登場。
サムライ ライジング
2017年3月30日 / 2017年4月13日 / 2017年4月27日
リース、ホークアイ、デュラン、アンジェラ、ケヴィン、シャルロットが登場。
ミリオンアーサー アルカナブラッド
2017年11月21日
リース、ホークアイが登場。
ゲシュタルト・オーディン
2018年9月26日
リースが登場。